# 超星神グランセイザー
『超星神グランセイザー』（ちょうせいしんグランセイザー）とは、東宝が、川北紘一率いる平成ゴジラスタッフにて『七星闘神ガイファード』以来7年ぶりに制作した特撮テレビドラマで、超星神シリーズ第1作。2003年10月4日から2004年9月25日までテレビ東京系にて放映された。全51話。
玩具市場に参入したコナミが、初めてメインスポンサーを担当したテレビ特撮番組でもある。制作局のテレビ東京では毎週土曜日9時 - 9時30分、BSジャパンでも制作局より6日遅れの金曜日18時25分 - 18時55分に放映された。

## 概要
12人の戦士と4体の巨大ロボット（超星神）が登場し、宇宙からの侵略者（宇宙連合 ＝ ウオフ・マナフ）に立ち向かう物語。12人の戦士は、3人1組のトライブ4つ（炎・風・大地・水）から構成されておりそれぞれの戦士が星座の名を冠している。
また各トライブはそれぞれ超星神を持っており、炎：ガルーダ（鳥形）・風：ドルクルス（カブトムシ型）・大地：ガンシーサー（ライオン型）・水：リヴァイアサン（シロナガスクジラ型）となっている。
のちにアンデスから第5の超星神ガントラスが出現し、一時はガントラスをインパクター星人に奪われるが奪回し、先述の4体の超星神と合体して「合神獣王ダイセイザー」となり、さらには戦闘機の「グランビークル」も加わり、戦いは規模を増していく。
ストーリーはほぼ1クールごとに区切られる4部構成となっている。
第1部（第1話 - 第12話）
アケロン人カリンの陰謀により、炎のトライブと敵対する風のトライブ。第3勢力である大地のトライブも含めた地球を守る戦士同士による激しい戦いが繰り広げられる。
第2部・インパクター星人編（第13話 - 第24話）
アケロン人の正体であるアケロン大星獣を倒した後、新たなる敵インパクター星人の襲撃に、水のトライブを加えた12人のグランセイザーが立ち向かう。
第3部・バラエティ編（第25話 - 第41話）
原則的に1話完結のバラエティ編。毎回違う敵宇宙人が登場。
第4部（第42話 - 第51話）
絶滅者ボスキートとの決戦と、ついに自ら動き出した宇宙連合「ウオフ・マナフ」最高会議幹部ベルゼウスとの最終決戦編。

## 登場人物

### グランセイザー
超古代の遺伝子を受け継ぐ12人の戦士。
12人の名前は、それぞれ星座に由来する。当初は「弓道」「獅堂」のようにストレートなものが多かったが、やがて双子座で「伝通院」、山羊座で「神谷」、牡牛座で「松坂」など捻ったもの、蟹座で「三上」、蠍座で「反町」のようなダジャレも登場することになる。プロデューサーの石井信彦は後にサントラCDの対談で「最後の方は（考えるのに）疲れていた」と語っている。

#### 炎のトライブ
天馬、堀口博士に師事する未加、その弟の剣からなるチーム。堀口の指導もあってか当初から地球を救うため団結していた。
- キャラクターのモチーフは『ハリスの旋風』で、天馬が石田国松、未加がおちゃら、剣がメガネとなっている[9]。また、『あしたのジョー』もモチーフにしている[9]。

弓道 天馬（） / セイザータリアス
本作品の主人公。1983年12月14日生まれの射手座の20歳で、血液型はO型。炎のトライブのリーダー格。バイク便ジェットエクスプレスのアルバイトライダーをしているフリーターで、オートバイのレーサーになることが夢。やや気が短く、短絡的な性格で、怖いもの知らずだが、犬が苦手。偶然堀口に宅急便を届けたことがきっかけで、レムルズとヴェルソーの襲撃に遭い、覚醒。何事も気合いと根性という大雑把な熱い裏表のない性格のじっとしていられないお気楽な現代っ子タイプで初めはグランセイザーとして戦うのを拒否していたが、元々熱血漢で負けず嫌いで正義感や責任感が人一倍強かったため、風のトライブへの怒りから戦うことを決意し、やがてリーダー的存在として12人を率いる。未加と行動することが多くなぜか意地を張り合って衝突も多かったが、終盤につれて次第に意識しあうようになる。本人によると、殴られたら殴り返す主義らしい。未加との特訓の後にはプロ格闘家の直人とほぼ互角の戦いを見せるなど、戦士の中でもポテンシャルは高く、洸にその実力を買われていた。自分たちの超星神であるガルーダのことを愛車のバイクと同じくらい大事にしたいという気持ちがある。50話でフレイムトライバーでウオフ・マナフに交渉に宇宙に向かうところをキャブレオンに撃墜され生死不明になるが、最終話で生存が判明する。次作『ジャスティライザー』では名前のみ登場。愛車はホンダ・XR250モタードで、第13話以降は炎のトライブカラーに外装を変更している。
- 名前の由来は射手座の武器である「弓」とその下半身である「馬」。

獅堂 未加（） / セイザーミトラス
堀口研究所の助手のアルバイトをしている東亜大学の女子大生。1983年4月6日生まれの牡羊座の21歳で、血液型はA型。3年前に堀口と共に水晶板に触れたことで覚醒した。だが、剣に対しては当初はグランセイザーとしての姿を見せるのを拒んでいた。炎のトライブを取りまとめる女房役で、負けず嫌いでキツい言い方のため、似たもの同士の天馬とは終始衝突していたが、実は顔には出していないが好意を抱く存在であり、終盤には彼と互いに惹かれあうようになっていった。子供のころから習っている武道の達人で、初対面の天馬を蹴り飛ばし、またセイザータウロンに敗れた彼の特訓相手となった。がさつで気が強い性格だが、敵であろうと怪我人を放っておけない優しい一面も持つ。愛車はホンダ・CR-V。
後の『幻星神ジャスティライザー』では第35話のみ登場。ここでもライザーグレン＝翔太を蹴り飛ばした。
- 名前の由来は干支で羊を表す「未」。

獅堂 剣（） / セイザーリオン
大学受験を控える高校生。1986年8月3日生まれの獅子座の18歳で、血液型はA型。利発な未加とは対照的にのんびりかつ爽やかな性格で感受性豊かでやさしさも持ち合わせているため、天馬と未加の仲裁役になるなど客観的に状況を見ることができる。蘭が自身に夢中になって以降、彼女には恋心を抱いており、神鯨島に一緒にお泊まり旅行に行ったこともある。姉であり親代わりでもある未加を助けるため風のトライブに立ち向かう勇敢な一面もある。未加がグランセイザーに覚醒したことを機に堀口の研究を聞きかじっていたが、グランセイザーの能力が自分には備わっていなかったことで心中複雑であったが、ガルーダを目覚めさせに行ったとき、前述のとおりヴェルソーから未加を助けようとする強い思いで、覚醒した。戦士のうち数少ない頭脳派で、ボスキートに奪われた超星神ガルーダは彼の機転で奪還した。戦いが終わった後は、京南大学入学への勉学に励んでいた。
- 苗字の由来は「獅子」。

#### 風のトライブ
佐伯カリンを中心に集まったチーム。当初はカリンに騙され、他のトライブとは敵対していた。平均年齢も高く、熱血漢の多い他のトライブと比べ比較的冷静である。
伝通院 洸（） / セイザーレムルズ
風のトライブのリーダー格。「ゴッドハンド」の異名をとる京南大学付属病院外科医。1975年5月24日生まれの双子座の28歳で、血液型はA型。涼子よりも先にカリンと出会い覚醒したが、詳細は不明。常に冷静沈着かつクールで一本気な性格で、人の命の大切さを人一倍感じているため、当初敵対していた天馬との戦いの際も天馬の同僚が負傷していることを知り、同僚の治療を優先し天馬との戦いを後回しにしたことがある。涼子、仁が天馬たちと和解した後もカリンを地獄の底までついていくという一途さを見せて盲目的なほど信頼しきっていたが、自身の手でカリン＝アケロン人を撃破することになる。その後はこれまでの自分たちの行動を謝罪、天馬たちに快く受け入れられた。仁の売れ残ったジャケットを売りつけられたこともある。愛車はホンダ・アコード。
『幻星神ジャスティライザー』では第30話のみ登場。
- 苗字の由来は英語で双子を意味する「Twin」「THEN TWO IN」。

雨宮 涼子（） / セイザーヴェルソー
アーバンスポーツジムでエアロビクスを教えているスポーツインストラクターで、抜群の運動神経を誇り、格闘技に長けている。1979年1月23日生まれの水瓶座の24歳で、血液型はA型。ロンドン出身といわれているが、詳細は不明。ボスニアで戦火を逃れた経験から、難民のためのチャリティには熱心で学生時代にはNGOのボランティア活動に参加していた。3年前にカリンと出会ったことで覚醒した。人間不信に近い言動を見せるが、正義感が強く何事も正々堂々と臨み、卑怯な駆け引きを嫌う生真面目な性格と表裏一体のプライドの高さから、カリンが唱える思想に共鳴し、彼女から「炎のトライブは危険な存在」と吹き込まれると「炎のトライブ抹殺作戦」を遂行して執拗に天馬たちと戦うが、彼女の卑劣な手段を選ばないやり方に不信感を抱いて激しく反発して離反し、天馬たちと和解する。また仲間と協力しようとせず、単独行動にこだわる直人を諭し、彼からも似た者同士として気遣われていた。未加とは敵から味方になっても、そのライバル心は継続したままのようである。メンバーの中では姐御的存在。また自身の機転により、辰平を覚醒させた。
戦いが終わった後は直人と結婚し、スーパーバトルメモリーでは母親になっている。
- 苗字の由来は水で出来ている「雨」。

秤谷 仁（） / セイザーダイル
ファッションデザイナー。1978年9月25日生まれの天秤座の25歳で、血液型はB型。自らブティックを構え、パリコレにも彼のデザインの服飾は出展しているようである。ドルクルスを堀口が見つけたときと同時期にカリンに勧誘され、覚醒する。風のトライブに参加したのも涼子に一目ぼれしたことが理由だが、彼女からは惚れた弱みを持ち、アッシーくん扱いにされて振り回され、車のみ拝借されることも。涼子の同窓会のドレスやウェディングドレスなども仕立てたことがある。一見軟派で軽薄な些細なことを気にしない、さばさばした性格の主体性のないお調子者で、当初はグランセイザーの使命感には無頓着だったが、それゆえにカリンの主張には本能的にその危うさに気が付いていた節がある。仲間や友人を大切にする、困っている人を見ると放っておけない面倒見がいい性分ということもあって、やがてジムで体を鍛えたり、現場への一番乗りを狙うなど、自分の背負っている運命を徐々に理解し、地球を守るために命をかけるようになる。ドルクルスの操縦は得意なようで、セイザーリオンの操縦するガルーダを撃破したことがある。愛車はホンダ・S2000。
スーパーバトルメモリーでは眼鏡をかけており、涼子と再会した際に自分がデザインしたベビー服をプレゼントした。
- 苗字の由来は「秤」。「秤谷長介」という案もあった。

#### 大地のトライブ
一匹狼の直人、炎のトライブに協力的な蘭、豪からなるチーム。そのためか全員揃って行動することが少なく同じトライブ同士の交流も少ない。
松坂 直人（） / セイザータウロン
大地のトライブのリーダー格。『拳王流』の技を極めるプロ格闘家。1977年5月5日生まれの牡牛座の26歳で、血液型はA型。両親に赤ん坊のころに捨てられた後、養護施設で育てられ、強靭な肉体と強い精神力、反射神経を得たことで、「敗北を知らない男」と呼ばれるほどあまりに強過ぎたため他の選手から忌避されて対戦相手がいなくなり、プロ格闘家としての道を閉ざされてしまったが、鳳凰山に近い山中でのトレーニング中、ガルーダとドルクルスの戦いを目撃し、クラウドドラゴンに宇宙空間から照射された覚醒エネルギーを浴びて覚醒する。最初はグランセイザーの使命よりも、グランセイザーの力で自分の強さにさらに磨きをかけることに興味を抱いていた。当初は佐伯カリンに騙され炎のトライブを敵視していたが、天馬もろともドルクルスの攻撃を受けた以後は風のトライブとは敵対する立場だった。単独行動を好むため、リーダー格でありながら仲間をなかなか取りまとめようとしなかった。そのため、当初は豪、蘭のことをガンシーサー起動のために必要な存在としか見ていなかったが、涼子の言葉を聞いたことで心を開き、蘭や豪の言葉を受け入れる。その後も森林地帯での戦闘にいきなり現れるなど神出鬼没ではあったが、豪と共に蘭を守るなど、仲間想いな面が見られるようになった。愛車はホンダ・エレメント。
戦いが終わった後、仲間たちの祝福を受けながら、涼子と結婚した（ただし交際の経緯は不明だが、涼子が勤めるスポーツジムで体を鍛えていた）。
『幻星神ジャスティライザー』では第42話・第43話にも登場。翔太のバイク便でジムに配達しに来た姿や性格を天馬にそっくりであると評した。
- 名前の由来は「松阪牛」、『タイガーマスク』の「伊達直人」。初期設定ではミュージシャンだったが、孤独な男であることから没となり、「御園木に育てられた殺人マシーン」などの設定を経て格闘家となったが、最初から感情が乏しいキャラクターとして設定されていた。

早乙女 蘭（） / セイザーヴィジュエル
プロを目指すストリートダンサー。1983年9月22日生まれの乙女座の20歳で、血液型はO型。親友のユーコと共に中学のころから一流のダンサーとなってユニット「7th Avenue」を一緒に組み、自由の女神の前で踊ることを夢みる。幼馴染みの赤木淳也が強盗容疑で指名手配され、事件の主犯であった内藤竜次から豪を守ろうとしたことで激しい怒りから覚醒。感受性が強く、宇宙の意思に、地球人類は絶滅者ボスキートの子孫ではないことを交信して伝える役目を与えられており、水晶板に触れることによりウオフ・マナフのメッセージを読み取る能力がグランセイザーの中で最も優れた人物。元気で明るい性格で、孤高の直人と堅物の豪を上手く取りまとめていた。炎のトライブとしばしば行動を共にし、特に剣とは仲が良いが、恋人までには至っていない模様。また、大地のトライブで唯一単独でガンシーサーを操縦したことがない。愛車はホンダ・ザッツ。
- 苗字の由来は「乙女」。姓名の由来はらんま1/2に登場する早乙女乱馬。
- 第13話の水着は磯山の自前のもの。最終話で剣の部屋に貼られていたポスターは第13話のスチールの水着の色を変えて加工したもの。

神谷 豪（） / セイザートラゴス
城西警察署公園前交番に勤務する警察官。1978年1月3日生まれの山羊座の25歳で、血液型はB型。強盗容疑をかけられ、先輩の鳴海昌平巡査を襲った淳也を逮捕しようとした時に発砲され、逆上したことで覚醒。だが、初装着した際は怒りに任せてそのまま淳也を殴ろうとした。そのため、当初は関係のない人々の命がグランセイザーとして戦うことで、危険に晒されることを恐れていた。素直で優しい性格の持ち主で、正義感が強く職務に忠実で、悪を許さないが、規律を重んじるがあまりに、自分の管轄の平和を守ることを地球の平和を守ることよりも優先するような、少しズレた感覚があり、地球を救うために自らの命を引き替えにしようとしたこともある。仁から「石頭の超鈍感男」と呼ばれるほど度が過ぎて融通が利かないため、すぐに取り乱してしまうこともあり、仲間たちから浮くこともある。また、クソ真面目な堅物であるにもかかわらず、本質的に熱血タイプの似た者同士の天馬とは妙にウマが合うようであり、行動を共にすることもある。アヤ・ステイシーの身柄もすぐに国防省側に明け渡そうとしていたが、結局は遊園地でデートをした。当初から風のトライブに敵対する立場で、セイザーダイル＝仁とは度々交戦したが、和解後は苦手な合コンに誘われるほど仁と仲が良いが、遊び人である彼とは衝突しがちである。愛車はホンダ・XR（天馬から貰った車種）。
- 苗字は山羊を連想させる「紙」（紙→かみや）に、名前は山羊に由来する（goat→ごうと→ごう）。

#### 水のトライブ
リヴァイアサンにより、神鯨島に引き寄せられた3人からなるチーム。登場初期は他のトライブとは距離を置いていた。第2部より登場。そのため第1部で繰り広げられていたグランセイザー同士の戦いも経験していない。
- 誠と愛の名前の由来は漫画『愛と誠』から[6]。

反町 誠（） / セイザーゴルビオン
水のトライブのリーダー格。フリーのフォトグラファー。1979年11月3日生まれの東京都出身の蠍座の24歳で、血液型はAB型。最年少で98年のアフガン戦争やイラクを取材するなど世界各地の戦場という生死の境に身を置いて渡り歩いてきたこともあり、早期に覚醒し、用心深く（愛と辰平以外には）猜疑心の強い性格のリアリスト。「戦う組織はみな軍隊で、リーダーが不在の軍隊はあり得ない」として、グランセイザーも軍隊で、水のトライブのリーダーを自称していた。しかし後に愛や辰平と共に他のトライブと結束する。内心は天馬のことをグランセイザーのリーダーのようなものだと認めていた。戦場を主に撮影していたが、覚醒してからは街の野良猫の写真を撮ることもあった。また、戦いが終わってからは蘭を被写体に写真を撮っていた。愛車はホンダ・ストリーム（4輪）、ホンダ・フュージョン（2輪）。
- 苗字の由来は蠍を連想させる「反」。

魚住 愛（） / セイザーパイシーズ
洸の勤務する京南大学付属病院に配属された看護婦見習い。1986年2月26日生まれの魚座の17歳で、血液型はAB型。洸に憧れを抱き、共に働けることを嬉しく感じている。母子家庭の一人っ子で、一人きりで生きてきたためかファザコンで、親も兄妹もなく、天涯孤独であったが、幼少期から自分をずっと援助してきた「ドクターベアー」という足長おじさんを慕っており、まだ見ぬ彼にいつ会っても恥ずかしくないように、コツコツと修業を重ねている努力家タイプ。慈悲深いが涙もろい。辰平がひそかに想いを寄せているが、本人は気付いていない。容姿については蘭からは「コケシみたいに地味な顔」と評される。敵であっても怪我人であれば治療を施したり、ロギアとルシアに戦いを止めるよう懇願するなど、しっかり者の平和主義者。
- 苗字の由来は「魚」。

三上 辰平（） / セイザーギャンズ
八景島シーパラダイスに勤務する新人のイルカの調教師見習い。1983年6月30日生まれの蟹座の20歳で、血液型はO型。髭を生やしている。動物や自然、子供を愛する優しい青年。サーフィンが趣味。白イルカのミックは辰平にとっては先生でもあり、親のような存在でもある。愛とは幼馴染のサーフィン仲間で、彼女に密かに恋愛感情を抱いており、地球より愛を守るために戦っているが、彼女からは弟のように頼りなく思われている。誠、愛とともにリヴァイアサンを発見したことから水のトライブであることは判明していたが、その優しさからなかなか覚醒できず12人中でも最後に覚醒した。ギグファイターとの戦闘中に罠に落ちたことや、グランビークルを撃墜され重傷を負ったこともある。また、水のトライブで唯一リヴァイアサンを操縦したことがない。
- 苗字の由来は「蟹」（蟹→みかに→みかみ）。

### グランセイザーの関係者たち
堀口 一郎博士
宇宙考古学者。50歳。本来は学界の異端児として有名で、批判的な意見も多い東亜大学堀口研究室の大学教授で未加の師であったが、超古代の水晶板のデータを解析したことでグランセイザーの秘密を知り、彼らの良き協力者となる。「アンポンタン」が口癖。水晶板を見つける3年前まではカツラを着用していた。最終回の直人と涼子の結婚式でブーケをキャッチした。
- 「アンポンタン」というセリフやカツラ、メモを取るシーンは赤星本人が取り入れた。

御園木 篤司
国防省特命課課長。43歳。彼が堀口宛ての特殊な電波による盗聴防止用の専用特殊携帯電話を、バイク便で働いていた天馬に届けさせたことから物語は始まる。当初はグランセイザーの力を掌握して国防能力を優位に置こうとしていたが、ウオフ・マナフのことを知ってからは国防省として全面的にバックアップするようになり、堀口への莫大な研究資金の援助などを行う。時には冷徹な指示を下す。

和久井 正樹
国防省科学技術局局長。アンデス山脈の遺跡から発掘されたオーパーツの調査を堀口から依頼され、御園木からアンデスの洞窟で発掘されたガントローラーの修復作業を依頼される。実は愛の父親で、極秘任務のため妻子と別れていたが、娘を心配して「ドクターベアー」を名乗り、足長おじさんの如く彼女の学費などを援助していた。
- 「大きな窓がある夕陽が見える部屋」を好むという設定は、和久井を演じる油井が夕陽評論家であることに由来する。

沖田 総一郎
特命課の実戦部隊である地球防衛隊「月光」隊長。御園木の命を受け、グランセイザーと共に戦う。後にユウヒの遠隔操作を担当する。まだ国防省にグランセイザーの一員として認められていなかった水のトライブの3人を、いち早くグランセイザーとして認めた。

### その他の宇宙人
ウオフ・マナフとは無関係な宇宙人。

フリード
第36話に登場。アジャンテ星の警察官。相棒の仇であるクリミネル星人を追って地球に来るが、撃たれてしまい、瀕死の体となったところを仁の親友の中尾真司の肉体を乗っ取って仁と共に追いかける。タリアス、ミトラス、ダイルの協力を得てクリミネル星人を倒した後、昇天する。
- 複数のデザイン画の中からサイバーコップのような顔のものが選ばれた。
- スーツはインパクター・ルシアの改造。

クリミネル星人
第36話に登場。フリードの相棒を殺害し、ブラスター銃を奪った宇宙の第一級犯罪者。莫大なエネルギーを常に補給し続けないと攻撃や移動ができない体質のため、豊富なエネルギーを求めて地球に現れる。グランセイザーの必殺技をバリアで防いだ。アジャンテ星のブラスター銃でないと倒せない。
- スーツは次作『ジャスティライザー』のラミスに改造された。

## グランセイザーの戦力
ボスキートに対抗するため、4億年前の超古代文明が開発した戦闘用装甲服セイザースーツを纏った12人の戦士たち。自然を構成する火、風、大地、水のエレメントからなる地球が持つ12種類の生物の力と宇宙を構成する黄道12宮の星座の生命の力を融合させ、前述の4つのエレメントごとに3人ずつのチームトライブに分けられる。
それぞれの戦闘用装甲服のデザインは左手甲のナックルライザー、胸の星座のシンボル以外はトライブごとに異なり、頭部のデザインは12戦士それぞれ異なる。また、同じトライブでも女性戦士のみデザインが若干異なる。コミックス版では、炎、風のトライブのマスクにある唇上のディテールは口の動きと同時に動くようである。
装着の際、超古代の遺伝子が覚醒すると左手甲に各戦士の星座の紋章が出現し、その後ナックルライザーが出現する。各トライブごとに異なるポーズとともにボタンを押すと装着が完了する。緊急時にはボタンを押さずに装着することもできる。
本編における変身バンクは、タリアスとミトラスのみが存在し、実際に使用されたのは初期のみに留まった。
共通装備のナックルライザーはセイザースーツの装着のほか、メンバー間の通信、専用武器の召喚、超星神の召還、ダイブイン、セイザーギアのセットアップをする機能があり、上部にベゼルのマークを持ってくることで発揮する。
剣によると、セイザースーツは戦闘プログラムが組み込まれているため戦い方も教えてくれるらしく、戦闘経験がなくとも誰でも極限にまで身体能力を高めてある程度の戦闘能力を引き出して順応できるようである。
「グランセイザー」は、ボスキートに対抗するための戦闘システムの総称で、一匹のボスキートを生命エネルギーを封じて捕獲して徹底的に分析し、作り上げたものだが、真の役割は、異星人たちとの戦闘ではなく、宇宙の調和を保つためである。
- 初期デザインではマントのようなものも付いていた[29][67]。企画初期では超星神のマスクをバックパックとして背中に背負うというアイデアがあり、超星神のセイザーギアのセットアップはその名残である[出典 14]。バックパックは固有武器になるという案もあった[68]。武器はトライブごとに飛び道具、刃物、打撃系のものを一人ずつが持つものとなった[69]。デザインは造形と並行して進められていたため、デザイン画の決定稿が存在せず、最終的な形状の検討は粘土原型で行われた[出典 15]。ナックルライザーは当初は上腕についていた[67]。
- トライブのグループ分けは星占いの4つのエレメントである火、水、土、風となった[69]。当初は昆虫や鳥をモチーフとする案はなかったため、タウロンとトラゴス以外はモチーフと星座は一致していない[67]。
- 3話の時点ではスーツの身体の部分にFRPではない硬くグニャっと曲がるアクションがしやすい素材が使用されていたことから接着がしづらく、塗料の伸びが付いていかず伸びた部分からひびが入ったため、新たな塗料で塗り直された[69]。タイツ部分は厚手ではパーツが多いためしわが目立ってしまうことから、薄手のタイツとなった[69]。
- スーツと武器はいずれもアップ用とアクション用の2種類が製作された[69][71]。
- アップ用のナックルライザーはベゼルがモーターで左右に回転するギミックが仕込まれているが、停止位置の指定ができないため、アップショットは逆再生で処理されている[72]。アクション用のナックルライザーは一部のディテールが省略され、装着シーンでは手の甲に両面テープで固定している[69][72]。そのため、ポーズを取ると飛んでしまうが、東映との差別化から装着シーンはほとんどバンクが使用されていない[73]。
- 装着バンクでは変身前の役者が専用のタイツを着用して演じている[72]。しかし、フォーマット化を排除する方向性となったため、バンクカットを廃し、第16話までは新規撮影となっている[74]。

### 炎のトライブの戦士
メンバー共通のモチーフは炎と鳥類。
- 肩から胸のラインはVになっている[69]。デザインではスーパーマンのようなタイツキャラのもの、筋肉の上にスーツを着付けるものや『円盤戦争バンキッド』のようなもの、鳥類を模したマントを持ったものもあった[出典 16]。飛行機を隠しモチーフとしている[75][62]。
- 変身時の拳を下ろすポーズは西城秀樹の「傷だらけのローラ」が元となっている[76]。

セイザータリアス
天馬が装着する射手座の戦士。第1話から登場。モチーフは隼。
パワー、スピードのバランスに優れた格闘タイプ。個人技は、炎のエネルギーを纏った拳で放つクロスボウパンチ、回転しながら足先から炎を噴射した両足で蹴るグレネードキック、全身を炎で包みグレネードキックを放つバーニング・グレネードキック、全身を炎で包み突進するブラストチャージ。武器は聖緋弓ファルコンボウという弓矢型武器。一度に連続発射することもできる。必殺技はファルコンボウを矢を射るように構えてエネルギーを充填して最大限に炎のエレメントを集約して生み出した炎の矢を射るバーニングファルコン。分離させた炎の矢で敵を威嚇するバリエーションもある。
- 射手座モチーフになったのは企画協力のガンジスの大月俊倫自身が射手座であったことと『聖闘士星矢』のサジタリアスが好きだったためである。
- 顔の正面は炎、横顔は前後にF4ファントムを詰めた形になっている。初期デザイン案ではジェットパイロットをイメージしたものもあった。
- スーツは撮影会の後に鎖骨部分のパーツを5cm継ぎ足すなど微調整している。タリアスのスーツアクターを務める新上は天馬を演じる瀬川の身長に合わせて足を広げて背を低くしている。ファルコンボウは矢を実際に放つことも検討されていたため、ベースはアーチェリー用の弓となっている。
- キャラクター作りは、ジャッキー・チェンをイメージしている。

セイザーミトラス
未加が装着する牡羊座の戦士。第1話から登場。モチーフは白鳥。
スピード、防御に優れ、身軽さが自慢の優雅で華麗な戦闘スタイルで、格闘戦や空中殺法が得意。個人技は、オデットパンチ、フェイザーキック。武器は聖鉄扇スワンセクターという2本の鉄扇型武器。打撃武器として敵にダメージを与えたり、盾として敵の攻撃を防ぐことも可能。必殺技は両手の展開したスワンセクターを振り大量の炎のエレメントを集めて高熱火炎の竜巻を生成してぶつけるブラン・トルネード。ドルクルス戦では火炎弾を放った。武道に通ずる未加の能力を反映し、破壊力よりも優雅に、かつ鋭利なスピードを活かした正確な攻撃の戦闘スタイルを得意とする。炎のトライブの紅一点。
- 顔の金色の部分はステルス機のシルエットとなっており、正面から見た感じは羽とくちばしとなっている。初期デザイン案では羊や白鳥の翼を模したマークが胸にあるジェットパイロットをイメージしたものもあった。
- 最初の撮影会では白いタイツ部分が多かったため汚れやすく、赤や黒の部分が洗濯をすると色移りする可能性があったことからワンピースのスーツだったが、それ以降はレオタード部分とタイツ部分のツーピースのスーツとなった。他にも顔の幅を削っている。
- スワンセクターの撮影用プロップは開閉機構が付いている。
- キャラクター作りは、変身後も未加であることを、できる限り壊さないように演出している。

セイザーリオン
剣が装着する獅子座の戦士。第3話から登場。モチーフは燕。
スピード、敏捷性に優れ、キックのスピードは12戦士中最も速い。個人技は、連続して5tの加重力のパンチを浴びせるスパークリングパンチ、音速に迫る速度でつま先で蹴るハリアーキック。武器は聖双剣ダブル・クレッセントという2本の剣。必殺技はダブル・クレッセントを交差して、貯めた炎のエレメントを左右に開いた剣からツバメの形にして超高速で撃ち出して敵を切断する飛燕斬。ビズル星人との戦いの際には直接斬り付けるバリエーションも見られた。
- 初期デザイン案では獅子座が炎のトライブのリーダーであった。ツバメの顔が額にあり、胸にライオンのマークがある。
- 横顔はロケットや宇宙船のようなものとなっている。
- キャラクター作りは、ユン・ピョウをイメージしている。

### 風のトライブの戦士
メンバー共通のモチーフは風と昆虫。いずれもスピード、敏捷性に特化している。
第1部では仕事上の付き合いのため、装着後の名称でのみ呼んでいる。
- 肩から胸のラインはXになっている[69]。デザインでは突起物が多く、生物感の強いもの、有機的、神秘的なバイオ甲冑を着ている怪人然としたものや『円盤戦争バンキッド』のようなものもあった[出典 27]。オートバイを隠しモチーフとしている[75][62]。

セイザーレムルズ
洸が装着する双子座の戦士。第1話から登場。モチーフはカブトムシ。
スピード、敏捷性に優れるスナイパータイプ。個人技はストライクパンチ、スナイパーキック、右腕先から放つ竜巻レムルズトルネード。武器は聖甲銃アイアン・ゲイルというライフル型武器。強力な真空弾を発射し、その有効射程は2km。この連射でアケロン人を撃破した。必殺技は風のエネルギーを銃口で発生させて一気に超強力真空弾を撃ち出すファイナル・ジャッジメント。エネルギーのチャージには時間を要するため、第2話では天馬に妨害された。
- 初期デザイン案では、昆虫の複眼のような目で羽根が背中にあるもの、カブトムシのようなヘルメットをかぶって口元が露出しているものも描かれた。ヒーロー然としたタリアスの口に対して、への字口になっている。耳はバイクのマフラーとなっている。
- 最初の撮影会の後にこめかみのくぼみを深くしている。
- キャラクター作りは、頭脳派であることから、無駄のない計算高い動きとなっている。

セイザーヴェルソー
涼子が装着する水瓶座の戦士。第1話から登場。モチーフはチョウ。
スピード、敏捷性に優れ、蝶のように舞い、敵を素早い動きで追い詰めていく。個人技はパピヨンパンチ、フラッターキック、催眠波を右手から浴びせて感覚を歪ませ、相手を幻惑するヴェルソーイリュージョン。武器は聖月刀セルクロスという外周に刃が付いた円盤状の盾で、両手に1つずつ装備できる。外周が鋭い刃になっており、斬り付けることや盾として敵の攻撃を防ぐことも使用できる。回転カッターとして投擲することも可能。必殺技はセルクロスから縦一文字に竜巻を飛ばして真空の空間に敵を閉じ込めるフルムーン・スラッシュ。また、ミトラスのブラントルネードとの同時撃ちで敵を異次元の渦に撃ち込んだ。
- デザインを担当した岡本は3人目の仮面天使と考えていたため、当初は『仮面天使ロゼッタ』のような顔のものもあった。初期デザイン案では、カマキリや蛾をモチーフとしたものも描かれた。ガサール・シェーントのような武器となったため、当初は円形の剣もあった。背中のバックパックに付いていたセルクロスはノコギリ状の刃が付いていた。顔はスクーターをモチーフとしている。
- グランセイザーのスーツは不特定のスーツアクターが入ることを想定して、採寸をせずにスーツを作っているが、ヴェルソーのものはマスクやスーツがスーツアクターにフィットしたものとなった。
- キャラクター作りは、香港の仮面を被ったアクション女優となっており、変身前の涼子をぶっ飛ばした動きとなっている。

セイザーダイル
仁が装着する天秤座の戦士。第2話から登場。モチーフはクワガタムシ。
スピード、敏捷性に優れ、突進戦を得意とする。レムルズとヴェルソーの補佐に回ることが多い。個人技はアンタエスパンチ、グルビトンキック。武器は聖闘拐アックスタッガーという一対のトンファー型の斧。両腕でトンファーのように構えて鋭い刃で敵を切り裂くことや防御武器として敵の攻撃を受け止めることもでき、攻防一体の戦法を取ることができる。必殺技はアックスタッガーから集めた風のエレメントを発生させて敵に向かって一気に放つ大旋風破。一見、敵を吹き飛ばすだけで撃破、消滅させる技には見えなくほとんどが上記の効力のみで終わっているが対アルゴウル戦においてはミトラス、リオン、ヴェルソーに続いて最後に放った技としてアルゴウルを撃破して消滅させた。バーニングファルコンをも防ぐクリミネル星人のバリアを無効化した。セイザーゴルビオンの必殺技との合体攻撃でブリザードを発生させて相手を氷漬けにすることも出来る。
- 初期デザイン案では、スズメバチやカマキリをモチーフとしたものも描かれた。カマキリをモチーフとしたものは、背中の羽根を外して鎌状の武器として使用するものもあった。
- キャラクター作りは、今風の気取り屋だが、いい意味の天然キャラとなっている。

### 大地のトライブの戦士
メンバー共通のモチーフは大地と野獣。大地のトライブであるが、装着や必殺攻撃の際には電撃を纏っている。
- 肩から胸のラインはTになっている[69]。デザインではパワードスーツのような角張ったデザインとなっている[69][75]。重機やジープを隠しモチーフとしている[75][62]。

セイザータウロン
直人が装着する牡牛座の戦士。第4話から登場。モチーフは牛。
パワー、攻撃力に優れ、怪力自慢で怒涛の突進攻撃を見せるブルファイター。そのボディはアイアンゲイルの銃弾をも受け付けない。直人自身の格闘センスも相まってか、とりわけ高い格闘能力を持つ。個人技は、アルデバランキック、ダブルキック。武器は聖撃砲ブルキャノンという両肩に装備する取り外し可能な光弾を発射する2門のキャノン砲。必殺技はブルキャノン砲内で大地のエレメントを破壊エネルギーに変え、連射する破壊光弾マタドール・バースト。タリアスのバーニングファルコンと同等の威力がある。
- 初期デザイン案では、闘牛をモチーフとしたものもあった。
- バズーカを背中に背負うというものは、初期案であった12人全員が超星神のロボフェイスを背中に背負うというものの名残りである。
- キャラクター作りは、アメリカンフットボール選手のような力強い戦士であるというイメージとなっている。

セイザーヴィジュエル
蘭が装着する乙女座の戦士。第6話から登場。モチーフは豹。
スピード、敏捷性、野獣の力強さを併せ持つ。個人技はジャガーポウ、パンサーキック。武器は両手甲に装着する聖烈爪レディ・クローという2本のカギ爪型武器。必殺技は大地のエレメントを集め、赤熱化した爪先の降り下ろした一撃で全てを切り崩すナイト・スクラッチ。セイザーヴェルソーのセルクロスを粉砕するほどの威力。直接斬り付けるバージョンと、爪状のエネルギーを飛ばすバージョンがある。
- 当初は男性を想定したデザインもあった。レディ・クローを両肩に装備したものや、牙をモチーフとした模様が入っているものもあった。
- キャラクター作りは、蘭ではなく蘭を演じる磯山さやかのイメージをそのまま残している。

セイザートラゴス
豪が装着する山羊座の戦士。第5話から登場。モチーフは山羊。
パワー、攻撃力に優れ、スピーディーな攻撃を展開し、飛び蹴りなどの技も多用し、空中戦を得意とする。個人技はアルパインパンチ、アンゴラキック。武器は聖貫槍スパイラル・ホーンという右腕に装備する凄まじい貫通力を誇るドリル型武器。地中を掘って進むことも可能なようで、第39話などにそれらしき描写がある。また、スパイラルホーンを直接投げ飛ばして遠方の敵を攻撃するホーンキャスターという技も使用する。第9話の対アケロン人戦においては勝利の立役者になった。必殺技は大地のエレメントを集めたスパイラルホーンを構え高高度まで飛んで急降下し、稲妻と共に落下の勢いによってドリルで敵を一気に貫通させるペネトレート・サンダー。その際のドリルの先端はホロスナイパーの銃撃をも弾き飛ばす。
- 当初は、大きく両側にヤギの角が付いていた。斧状の武器を背中に持ったものや、山羊の角状の武器を両手甲に装備したもの、スパイラル・ホーンのような武器を肩に装備したものも描かれた。
- スパイラル・ホーンは実際に回転ギミックがあるものも製作された。
- キャラクター作りは、お堅い警察官の豪が、装着後に少しはじけた感じとなっている。

### 水のトライブの戦士
メンバー共通のモチーフは水と水棲生物。
- 流線形のボディーラインを基本としており、エラやヒレなどのディテールが特徴である[67]。水中人間のような生体改造的な発想となっている[75]。肩から胸のラインはYになっている[69]。デザインではインナーの人工エラや人工呼吸器のように内側に入り込む、サイボーグのようなイメージのものもあった[69]。初期デザインでは、女性がリーダーで、通信兵もいた[67]。潜水艦や船、スキューバ機材などを隠しモチーフとしている[75][62]。

セイザーゴルビオン
誠が装着する蠍座の戦士。第13話より登場。モチーフはノコギリザメ。
パワー、スピードに優れる。個人技はストロボパンチ、トリポッドキック。武器は聖転鋸ブラスト・ソーというチェーンソータイプの長剣。ブラスト・ソーに地中の水分を集め、カッターのように変形させた水のエネルギーを打ち出すアクアスラッシャーというデ・ストームの変形技が使用できる。必殺技はフル回転させたブラスト・ソーの刀身に強力な水流を発生させて敵に津波のような衝撃波をぶつけて押し流すデ・ストーム。セイザーダイルの大旋風破との風と水のエネルギーによる同時撃ちは、冷凍効果を生み出してボスキートを凍らせた。
- 初期デザイン案では、両腕足に鋭角的なヒレ状のパーツがあるものもあった。初期案の背中のバックパックはブーメランやサメの頭の形をした武器があった。
- キャラクター作りは、誠のキャラクターに物静かさを加えている。

セイザーパイシーズ
愛が装着する魚座の戦士。第14話より登場。モチーフは鯱。
スピード、敏捷性に優れ、素早く身軽でしなやかな動きを得意とする。個人技はエンジェルパンチ、インジェクションキック。武器は聖滴弾アクア・ブリッツという空気中の水分から水滴弾を作って撃ち出す細身のウォーターガン。必殺技はアクア・ブリッツから最大圧で水滴弾を連射して押し戻すブリンクショット。また、第25話では炎のトライブ、セイザーダイル、セイザートラゴスとの協力で、敵を取り囲んで一斉にジャンプして跳び蹴りを相手に浴びせる合同技フォーメーション・ゼロを使用した。
- リヴァイアサンのモチーフ案に石井が推していたシャチがあったが、クジラになったため、魚座だが、哺乳類のシャチがモチーフとなった。
- キャラクター作りは、愛のキャラを壊さず、愛のまま、か弱く可愛い感じにしている。

セイザーギャンズ
辰平が装着する蟹座の戦士。第15話より登場。モチーフは糸巻鱏。
パワー、スピードに優れ、強力な脚力と頑丈なボディーを誇る。個人技はケッパーパンチ、ロケットキック。武器は聖鎖鎌カルニコスという両端に鋭い刃が装備されたナギナタ型の武器。必殺技はカルニコスに水のエレメントを集めて凄まじい津波状の衝撃波を先から放射して敵を切り裂く大海嘯切断。ギャンズ自身が登場してからしばらくは使われなかったが、その後第37話にて使用された。
- 初期デザイン案では、頭部にエイのテールや、腕にヒレ状のパーツが付いていたが、最終的に後頭部のエイのテールはなくなった。
- キャラクター作りは、辰平のキャラが強いため、装着後にさらに豪快になるようにしている。

### 超星神
巨大化したボスキートに対抗するための巨大ロボット兵器のプロトタイプで、ナックルライザーを超星神モードにして、3人が心を1つにすることで起動・召還することができる。ナックルライザーをダイブインモードにすることで搭乗できる。基本的に1人で操縦するが、3人全員が搭乗することも可能なようで、ドルクルスからヴェルソー、ダイルが降りてきたような描写がある（第3話）。劇場版『セイザーX』でも3人全員搭乗して戦闘した。搭乗した戦士の体調や能力によって大きく左右され、操縦によってかなり膨大な体力と気力が消耗されるため、特定の戦士が搭乗することが多い。すべての超星神は危機的状況に陥ると、搭乗者の命を守るためパイロットを強制排出する自律システムのような機能が組み込まれており、ガルーダがボスキートに乗っ取られた際には、集中攻撃をしてボスキートを強制排出した。
マシン形態のライブモードから、ロボ形態のウォーリアモードに変形する。ウォーリアモードの状態では、力を送り込む搭乗者によってデザイン、付加能力の違うフェイスギアセイザーギアをセットアップすることによりパワーアップする（テレビシリーズ、コミック版合わせても12種の全ては使われていないが、未使用のものも設定画は存在する）。
クローンアケロン大星獣との戦いでは、ライブモード時のドルクルス、ガンシーサー、リヴァイアサンの3体でバリアを張り、光線を跳ね返した。
本来はグランセイザー専用のものだが、4億年前の戦争では量産型による物量戦が選択された。
- 企画段階では「大機神」という名称であった[6]。前述のように当初は12人の戦士各々がロボットを持っていると考えられていたため、12体が必要になってしまうことから、各トライブに1体となった[74]。、
- 初期案では古代の神々という趣でユウヒに近いデザインであった[68][62]。いずれも当初は別のトライブの超星神になる予定だったものが、紆余曲折を経て現在の形となった[29]。東映のスーパー戦隊シリーズとの差別化から敢えて現用兵器のようなテイストを入れ、合体変形前の乗り物を重視していた東映とは異なり、ウォーリアモードを最重視している[62]。当初はナックルライザーが操縦機となっていて超星神には乗らない予定だったが、ロボットの痛みを感じる一人を乗せることでロボットとの一体感を持たせている[100]。また、ナックルライザーとの玩具の連動企画としてナックルライザー中央にあった3つのピースを組み合わせて起動するものも考えられていた[67]。
- 各超星神は、マスクなしの頭部のデザインも描かれている[101]。
- スーツはいずれも1着のみが制作された[71]。

ガルーダ
炎のトライブ専用の超星神。4億年前の戦争で1体だけ破壊を免れ、炎のトライブが覚醒するまで鳳凰山の山中に眠っていた。また、ボスキートに奪われたこともある。ダイセイザー合体時には、頭頂部、胸パーツ、背中パーツとなる。
- 当初は羽根が生えた風のトライブの超星神として描かれたもので、最初は鎧武者のようなものだった。炎のトライブの機体に改められ火の鳥の要素が加えられた。変形ギミックは、玩具としてのシンプルさを意識している。
- 本編では未使用に終わったが、第1話の超古代の戦争で量産型のガルーダに乗っていたのはタリアスであった。
- 翼のみ差し換え式の心材の入ったアップ用と入っていないアクション用の2種類が制作されたが、アップ用は素材である薄い発泡塩ビ板・フォーレックスが重くなるためほとんど使用されず、第8話でアクション用の2枚が壊される羽根に改造された。
- ライブモードからウォーリアモードへの変形は、実景の中にCGIのガルーダを合成させている。
- 量産型のガルーダは、段ボールやボール紙を塗装したものをスーツに貼り付けたものや2、3個の玩具の試作品を合成で増やしたものを使用している。超古代の地下工場の足元の台座は『ウルトラマンコスモスVSウルトラマンジャスティス THE FINAL BATTLE』のコスモ・ノアの発射台を使用している。

ライブモード
火の鳥形態。武器は高熱火炎弾バーディファイアー、翼の付け根に装備された光弾やビームを発射するレーザー砲バーディレーザー。必殺技は全身に炎を纏った体当たりダイブブレイザー、炎で全身を包んで翼で敵を切り裂くウインガーソード。
- 隠しモチーフとしてジェット機のエアインテークや可変する羽など飛行機関係のものを入れている。ノズルが後部に集中させることを意図しており、折り畳んだ膝の内側にもノズルをつけている。

ウォーリアモード
ロボット形態。3人全員が操縦したことがある。スピードとパワーの絶妙なバランスで、敵を人間のような身のこなしの素早い動きで翻弄し、攻撃を仕掛ける格闘タイプ。武器は炎の剣バーニングセイバー、両手甲に装備された鋭い爪ガルクロー、胸から発射する青い破壊ビームアズルストリーム、胸から発生させるエネルギーの盾バリヤー。必殺技はガルクローから光の爪を伸ばして引き裂くファイヤーバードクラッシュ。アケロン大星獣との戦いでは、光の爪を突き刺したまま突撃して敵を貫く強化版を使用した。
4億年前の戦争では、頭と胸部が青く、肩パーツが銀色の量産型ガルーダがビームガンを装備し、ボスキートたちの主力兵器としてウオフ・マナフたちと戦った。
セイザーギア・タリアスモード
頭部にファルコンボウを模した兜がセットアップされ、巨大なファルコンボウが使用できるようになる。必殺技はバーニングファルコン。
セイザーギア・リオンモード
両頬にダブル・クレッセントの形の装飾がセットアップされる。取り外して巨大化させ、実際に武器として使用できる。2本の剣を1つに合体させて使用することも可能。必殺技は飛燕斬。
セイザーギア・ミトラスモード
本編未使用。頭部左右に巨大なスワンセクターがセットアップされる。

ドルクルス
兜山遺跡に眠っていた、風のトライブ専用の超星神。3人全員が操縦したことがある。ヘビーデューティーな全身に重火器が装備されている火力と防御に優れた砲撃タイプの超重量級の重武装型で、空陸二面攻撃が可能。ダイセイザー合体時には、両脛となる。
- 当初は大地のトライブの超星神として描かれたもの。重量級のままとすることで、従来の他作品での軽快な風のイメージと差別化している。隠しモチーフとしてバイク関連のパーツを入れている。

ライブモード
カブトムシ形態。重火器を全身に装備した飛行戦車。主な武装は前足付け根のドルキャノン、上角に装備された2門の大型レーザー光線砲インセクタマグナム、全足部のビーバルカン。また頭部の二股になった角の間から発生させた強力な稲妻アストライザーを発射できるだけでなく、最高速度で飛行して敵に体当たりするドルクバーストを使用できる。
ウォーリアモード
二足歩行重戦車形態。強力な火器を全身に装備し、ガルーダを行動不能にした火力と高い防御能力の強固なボディを併せ持つ歩く要塞。主な武装は両腕先のバルカン砲ビーバルカン、両肩のパルス砲ドルキャノン、顔の上に装備された2門の大型ビーム砲インセクタマグナム、角から放つ破壊電撃アストライザー。必殺技は全身の火器を一斉発射するヘラクレスハリケーン。
- 顔が前に出た怪獣的なフォルムが特徴である。

セイザーギア・レムルズモード
角部分に巨大なアイアン・ゲイルがセットアップされ、攻撃に使用でき、必殺技ファイナル・ジャッジメントもそこから発射する。
セイザーギア・ヴェルソーモード
本編未使用。額に巨大なセルクロスがセットアップされる。防御に優れた形態。
セイザーギア・ダイルモード
本編未使用。頭部に巨大なアックスタッガーがセットアップされる。通常は接近戦の不得手なドルクルスの近接戦闘で有効な形態。

ガンシーサー
獅子王砂丘の地底に眠っていた、大地のトライブ専用の超星神。主にタウロンが操縦するが、トラゴスが操縦したこともある。機動力に優れる。ダイセイザー合体時には、右腕となる。ライガーライアットは背中に装備される。
- 当初は炎のトライブの肉弾戦の腹筋がある人間型ロボットとして描かれたもの。隠しモチーフとして戦車やブルドーザーなどの重機系や車のディンプルやキャタピラのようなものを肩や腰周りに残している。ふくらはぎ部分を伸縮させることで、各形態での足の長さのバランスを取っている。

ライブモード
ライオン形態。野獣の敏捷性を活かした格闘戦と、ライガーライアットによる精密射撃を得意とする。武装は背面に装備された2門の巨大エネルギー砲ライガーライアットと振り下ろした鋭い爪で引き裂くガイアスラスター、左右の翼に装備された大型ガトリング砲ランドスラスター。
- デザインモチーフはグリフォン。
- 監督の川北の指示で急遽口内のビーム砲が追加された。

ウォーリアモード
パワーロボット形態。格闘戦と火器攻撃の双方のバランスが優れている。武器は背面のライガーライアットを引き抜いて使用する2丁の巨大銃。必殺技は全ての大地のパワーを込めた巨大銃を乱射するグラビティバースト。
- ロボット形態では、ライオンの顔が目立ちすぎないよう下向きに位置しており、たてがみ部分もアーマーとしてのデザイン性を優先している。ライガーライアットは、当初銃口を上向きにつけていたが、アクション時の問題から下向きに改められた。手持ちの銃も、当初は長いまま使用するという想定であったが、重くなるため分割する形となった。

セイザーギア・タウロンモード
頭部両サイドに巨大なブルキャノンが1門ずつセットアップされる。武器としても使用でき、必殺技はブルキャノンと巨大銃の同時発射マタドール・バースト。また、直人自身の格闘センスを応用した上空から急降下してエネルギーを集中させた足先で電撃を放ちながら繰り出すキックバーストクラッシャーも使用できる。
セイザーギア・トラゴスモード
コミックス版でのみ登場。頭部に巨大なスパイラルホーンがセットアップされる。ドリルを応用した頭突き攻撃を繰り出した接近戦タイプ。
セイザーギア・ヴィジュエルモード
本編未使用。頭部に巨大なレディ・クローがセットアップされる。奇襲戦法に優れる形態。

リヴァイアサン
伊豆諸島の神鯨島の地中に眠っていた、水のトライブの超星神。4億年前の戦争ではまだ未完で、後に一体が完成して埋められていたが、隕石が落下したことで引き起こされた津波の影響で、地表に露出。その後、海に流れ出たところを国防省が回収し、防衛隊の艦艇で曳航され、埠頭に係留され"月光"に警備されていた。主にゴルビオンが操縦するが、パイシーズが一度だけ操縦したことがある。ダイセイザー合体時には、左腕と尻尾になる。
- 隠しモチーフとして潜水艦や船、スキューバダイビングを入れている。初期デザイン案では、シャチがモチーフであった。
- 幼稚園などを対象にした事前リサーチでは、本作品のロボットの中で一番人気であった。

ライブモード
シロナガスクジラ形態。陸海空で活動可能な万能戦艦。鋭いカッターにもなる左右のヒレで、体当たりすることで敵を斬り倒すことが可能。また、左右のヒレの付け根に砲身が装備されており、水流弾を発射する。
- 当初はシャチやイルカのモチーフもあったが、リヴァイアサンという名前になったことでモチーフは何でもよくなったが、「海の怪物」のリヴァイアサンであることから海っぽいものとしてクジラの形となった。

ウォーリアモード
ロボット形態。怒涛の攻撃力と鉄壁の防御力を併せ持ち、攻守のバランスがいい。武器は頭部を変形させた強固な盾オーシャンシールド、胸ビレが変形した2刀流の巨大剣ダブルストローム。ダブルストロームは合体することにより両刃の風車剣メイルストロームとして使用でき、剣をクロスしてオーシャンストロームというビーム攻撃を持つ。また、オーシャンシールドをいくつも分身させ、ボディを覆い隠して防御力を高め広範囲をガードするミラージュシールドという技がある。必殺技はダブルストロームを高速回転させ敵を切り刻むハイタイドブレイク。
- 実際に第1話の時点ではスーツが製作途中であったため、石像のような塗装が施されて登場させるものとなった。
- 当初のデザイン画では、目や脚のラインが緑色であったが、グリーンバックでは使用できないためオレンジに改められた。
- 変形シーンは玩具とスーツを併用している。

セイザーギア・ゴルビオンモード
額に巨大なブラスト・ソーがセットアップされる。素早い動きでかざしたブラスト・ソーで敵に突進する。必殺技は強化版のデ・ストームだが、本編未使用。
セイザーギア・パイシーズモード
本編未使用。額に巨大なアクアブリッツがセットアップされる。スピードは優れているが、パワーは劣っている。
セイザーギア・ギャンズモード
本編未使用。頭部左右に巨大なカルニコスがセットアップされる。接近戦に優れた形態。

ガントラス
アンデス山脈の地下に眠っていた、どのトライブにも属さない第5の超星神で、超古代文明が最初に開発した超星神でもある。ダイセイザーのコアロボットで、操縦装置ガントローラーによって操縦されるが、ガントローラーが破壊されると人工知能による自律行動を取る。このガントローラーを巡ってインパクター星人とグランセイザーは激闘を繰り広げた。空気中の酸素を凝縮してエネルギーに変換させる反応炉を備えており、それを動力源として行動する。一度は全ての超星神を行動不能に追い込んでおり、その戦闘力は極めて高い。それだけの力を持ちながら、味方になった後はトロイアスとの戦いに現れたのみである。
武器は額から放つエネルギービームブラウズシューター、胸部から放つ高電圧ビームバーストシェイカーと多弾頭ミサイルディフューズドミサイル、ブラウズシューターとバーストシェイカーを同時発射するランドシェイカー、着地による地割れと共に衝撃波で敵を吹き飛ばすショックウェイブフォール、敵を高空から地上に叩きつけるデッドリードロップ。必殺技は両腕の炎の拳を高速発射するツインクラッシャーで、連続発射も可能。
- 当初から超星神の合体は考えられていたが、4体では合体できないため、コアロボットが発想された。
- デザインは、当時の主流であった華奢で複雑なディテールに反し、鉄人28号やマジンガーZなどのようなシンプルで力強いフォルムを意図している。壁画や土偶のようなものも描かれた。ツインクラッシャーは設定にはなく、監督の川北が考えたものが追加された。
- 両手は開き手と握り手が用意された。ダイセイザーへのパーツ流用の予定があったため、合体後のことをイメージして制作されたが、結局流用はされなかった。ガルーダ、ドルクルス、ガンシーサーはレザー張りのウレタンで仕上げているが、ストーリー上も重要な位置にあるロボットで後に出てくることから、肩と胸、太股の正面部分と拳はFRPで作られ、前述の3体では電飾は重量が増してアクションには不向きのためオミットされたが、額と眼に電飾を内蔵している。
- 現場では「ロボボブ・サップ」と呼ばれていた。

合神獣王ダイセイザー
ガントラスを中核としてボディーを高密度化させた各トライブの4体の超星神が分離、変形して合神した恐竜型ロボット。背中のブースターと足裏の反動ユニットを駆使した短時間のホバー飛行によって高い機動性と素早いスピードを誇る。
搭乗する4人の心が一つにならなければ操縦できず初めて合体した時は暴走し、巨大化したルシアを一方的に攻撃し続けた。最終回では12人全員がダイブインしたことにより大幅にパワーアップ。キャブレオンを圧倒し、ベルゼウスの戦艦を一撃で沈めた。
必殺技は胸のウイングを展開して発射する5色の破壊光線を一つに収束させたハイパーバースト。胸の翼は他にもグランバリアーという光の超高エネルギーバリヤーを発生できる。その他の技は両眼から強力なビームを放つフォトンスピア、背中に装着されたライガーライアットからエネルギー弾を撃ち出すラピッドセイザー、背中のブースターを全開にして飛行して突進する体当たりダイクラッシャー、口から放射する超高熱火炎ダイファイヤー、キャブレオンにとどめをさした右腕からの8,000度の火炎や超高圧エネルギーによるパンチブラストプレッシャー、敵に噛みついて投げ飛ばすビーストスイング、右腕のガンシーサーの牙で敵に噛み付くグランバイター、破壊光線を口から連射するグリッターフレア、全身から目映い光を発するギガンティックグリッター。
漫画版では月付近でのウオフ・マナフ宇宙艦隊との最終決戦でのみ登場、キャブレオンを一撃の下に粉砕した後暴走し、仲間のグランセイザーたちが突入しているベルゼウスの巨大母艦に攻撃を仕掛けるが天馬の言葉を受けた搭乗者4人の意志で正常化、地球に向かい激突しようとするベルゼウスの巨大母艦を破壊している。
- 当初は人型となる予定であったが、メイン4体のデザインが決定した後に怪獣型へ改められた。当初はガルーダやリヴァイアサンが頭部となっていた。パーツ構成自体は変更していないが、頭部の形状が大幅に変わった。デザインを担当した西川伸司は、最終形態が怪獣型であることが東宝らしいと語りぐさになったと述べている。
- 喉元にスーツアクターの顔が位置しており、超星神のスーツより大きなものとなった。口の開閉ギミックは右手に組み込まれている。
- 玩具では左手首が存在する。西川は、玩具では収納不可能であったと述べている。
- 本編での合体シークエンスはCGIやミニチュア、コマ撮りで表現されているが、玩具CMでは本編と同じカット割りを商品を用いて再現している。CMの特撮も川北紘一が担当した。

| 名称                            | 全長 | 全高 | 全幅     | 肩幅     | 重量     | 飛行速度  |
| ------------------------------- | ---- | ---- | -------- | -------- | -------- | --------- |
| ガルーダ （ライブモード）       | 48 m | 17 m | 翼長83 m | 翼長83 m | 1万2千 t | マッハ2.2 |
| ドルクルス （ライブモード）     | 55 m | 24 m | 30 m     | 19 m     | 2万 t    | マッハ1.8 |
| ガンシーサー （ライブモード）   | 51 m | 27 m | 26 m     | 13 m     | 1万5千 t | マッハ1.8 |
| リヴァイアサン （ライブモード） | 73 m | 16 m | 63 m     | 20 m     | 1万3千 t | マッハ1.9 |

| 名称                                | 全高   | 全幅 | 肩幅   | 体幅 | 重量     | その他の数値         |
| ----------------------------------- | ------ | ---- | ------ | ---- | -------- | -------------------- |
| ガルーダ （ウォーリアモード）       | 50 m   | 33 m | 12.6 m | 12 m | 1万2千 t |                      |
| ドルクルス （ウォーリアモード）     | 52.5 m | 33 m | 20 m   | 12 m | 2万 t    |                      |
| ガンシーサー （ウォーリアモード）   | 50 m   | 25 m | 16 m   | 13 m | 1万5千 t |                      |
| リヴァイアサン （ウォーリアモード） | 57.5 m | 28 m | 10 m   | 8 m  | 1万3千 t | 体高：52 m（頭まで） |
| ガントラス                          | 59 m   | 18 m |        | 13 m | 2万1千 t | 飛行速度：マッハ1.5  |
| ダイセイザー                        | 75 m   | 20 m |        |      | 8万1千 t | 全長：100 m          |

### グランビークル
超星神のサポートを目的として超古代人がクラウドドラゴンの体内で密かに建造した単座型特殊戦闘機。各トライブによって性能は異なり、12人全員に1機ずつ配備されており、トライブが揃わず超星神の召還が出来ないときや、ダイブインしていない戦士が援護のため使用する。普段はクラウドドラゴン内部に格納されており、後頭部のカタパルトから発進する。漫画版では未登場である。
- シナリオ第一稿での名称はトライブファイター[70]。
- コクピットは全トライブ共通で、機体の違いを手前のコンソールのパーツ交換で表現している[16]。移動はコンソールがキャスター付きの台の上に作られていることから容易である[16]。

フレイムトライバー
炎のトライブ専用のグランビークル。可変翼が付いている。機首に大型センサードームを装備し、敵の弱点を探り出す。武装は機体両側に装備された2機のビームバルカンフレイムバルカンで、秒間20発のパルスビームを発射する。

ウインドトライバー
風のトライブ専用のグランビークル。ハイパワーの重戦闘機。トルクを重視した設計で、500tの物体を牽引可能。武装はビートライバー、半径30mのものを一瞬で粉砕する強力砲ウインドブレイザー。

アーストライバー
大地のトライブ用のグランビークル。グランビークルの中で最も重武装だが、運動性能はフレイムトライバーに匹敵し、大火力を応用したヒット&アウェイ戦法を得意とする。武装は4門の大型ガンポッドから連射する数秒で、大型船舶を跡形もなく消滅させる光線アースブラスター。

アクアトライバー
水のトライブ専用のグランビークル。唯一、水中潜行能力がある。武装は機体両側に装備された水中も拡散しない光線を秒間の発射で直径10mの大岩を粉砕可能な2門のビームガンアクアフリッパー。
| 名称               | 全長   | 幅     | 高さ   | 重量 | 最高速度                      |
| ------------------ | ------ | ------ | ------ | ---- | ----------------------------- |
| フレイムトライバー | 19.5 m | 13.2 m | 5.6 m  | 40 t | マッハ30                      |
| ウインドトライバー | 19.5 m | 13.0 m | 6.0 m  | 40 t | マッハ20                      |
| アーストライバー   | 18 m   | 12.5 m | 6.0 m  | 50 t | マッハ25                      |
| アクアトライバー   | 21 m   | 19.5 m | 19.5 m | 40 t | マッハ23 水中速度時速250 km/h |

### 超星獣連クラウドドラゴン
超古代人によって建造された、活動不能となった超星神の回収、運搬、修理やメンテナンス用の龍型航空母艦。武装は口内の巨大ビーム砲から発射する破壊エネルギーギャラクティカ・プロミネンス、空中から地上めがけて広範囲に放つ電撃ゼニスライトニング。超古代人の意識が記憶された高度な電子頭脳を内蔵しており、4億年間、地球の成層圏軌道上を浮遊しながら、グランセイザーたちの覚醒を待っていた。有史以前から目撃されており、西洋のドラゴンや東洋の竜の現在の姿が似通っているのは、世界各地に伝わる「竜伝説」の元であるためといわれている。昔からNASAでは、地球の軌道上に巨大な龍が住んでいると関係者の間で噂されていた。
4億年前、ウオフ・マナフの総攻撃によって荒廃した地球の生命を、超古代人から託された遺伝子を光の玉に変えて産み落として再生させた。
- 単体でも遊べる秘密基地という形となり、「ドラゴン列車」のようなものとなった[29]。初期デザイン案では、超星神を収納するキャタピラ付きのコンテナが胴体になっていた[67]。
- 撮影ではプロップとCGモデルを場面によって使い分けている[16]。撮影用プロップは玩具の改造で、各所に塗装、車輪外し、ネジ穴埋めなどのディテールアップを施している[出典 60]。搭載する超星神も玩具の改造となっている[72]。

## その他の登場メカ

### 国防省
五式支援機士ユウヒ
ウオフ・マナフの侵略に備え、国防省がダイロギアンのデータを元に開発した異星人との戦闘に限定してのグランセイザーの援護による使用を目的とした二足歩行巨大ロボット兵器。両肩に6連装ロケットランチャー、左肩上部に連射速度が速い120ミリ滑腔砲が2門装備されている。主機はディーゼルエンジン。安全性を考慮して、コクピットを設置せずバーチャルゴーグルとパワーグローブによるヘッドセットバーチャルコントローラーでの操縦者の脳波や動作によって遠隔操作するが、安全に隔離された場所から操縦する機会は少なく、操縦中に自身が隙を突かれてしまうという弱点がある。動力源のディーゼルエンジンは、燃料の高圧噴射、排気タービンの利用、特殊フィルターの採用で、排出ガスはクリーンなものになっている。また、燃料として大量の軽油を搭載するが、装甲板を二重にし、その間を燃料タンクとしている。終盤の戦闘でトロイアスに破壊されてしまう。等身大の敵に対し攻撃を仕掛けるという使用例も多かった。
『劇場版セイザーX』で復活。同作では迎撃戦艦轟天号援護に出撃し、偽幻星神3体を相手にロケットランチャーと格闘戦で善戦する。偽ケンライザーの攻撃で大破してしまうものの、その隙を突いて偽ケンライザーを倒した轟天号の勝利に大きく貢献している。
- 名前の由来は、和久井を演じる油井が「夕陽評論家」という肩書を持っていたことに由来する。当初は和久井がガントラス出現時の経験を活かして開発するという、アイデアもあったが、後に国防省が御園木の指示で開発したというものに変更された。
- 初期デザイン案では、全身が武器の移動砲台のデザインもあった。70年代のようにリベットと鋼板むき出しのスタイルだが、中身はハイテクなものとなっている。ガンダムのようなミリタリーテイストを残しつつ、ヒーロー性を掛け合わせたものにするため、初期に描いた超星神を近代的にした感じとなった。東映のロボットが金属であるにもかかわらず、股間の部分や足の付け根がグニャっと歪んだものとなっているが、こちらは弛んだ部分を隠すようにデザインしている。
- 破壊されるシーンでは、ワイヤーで組み上げたものを引っ張ってスパークを出しながら崩すものとなっている。流星での輸送時のユウヒは小型のプロップを使用している。『劇場版セイザーX』での同シーンは新撮となっている。パンチの際はスーツアクターの足元が映らないことから動きやすいように素足で撮影している。
- ドックのセットは『ゴジラ×メカゴジラ』の3式機龍の格納庫の流用。

漫画版
漫画版においては水のトライブの協力を得てリヴァイアサンのデータをもとに壱号機から五号機まで製造され、リヴァイアサンと共にアケロン人（カリン）の動かすガントラスに立ち向かったがガントラスに五号機以外を破壊される。この五号機が本編に登場したユウヒに当たる。
顔に当たる部分以外は基本的に同じ。以下はテレビ本編のユウヒと比較したときの特徴である。
壱号機
ロケットランチャー、滑腔砲などの武器の搭載されていた箇所に武装は見当たらず、近接格闘戦向けの機体のよう。アンテナ部には突起も何もなく、装甲板で覆われており、目は細長い長方形型のものである。
弐号機
6連装ロケットランチャーの代わりに4連装ロケットランチャーが搭載されており、滑腔砲の搭載されていた部分に武装はなく、角のようなアンテナを持たず四角い窓のある突起をもち、目は壱号機の目を中央で2分割したものに近い。
参号機
弐号機同様6連装ロケットランチャーの代わりに4連装ロケットランチャーが搭載されており、滑腔砲の搭載されていた部分にはテレビ本編のユウヒにおいて右肩上部にあったセンサーのようなものが両肩に搭載されている。角のようなアンテナを持たず、ほんの少しの突起があるだけで丸型の両目をし、顔の両脇部に細いアンテナを持つ。
四号機
6連装ロケットランチャーの代わりに長距離砲と思われるものを顔部の両脇に1門ずつ、また滑腔砲の代わりに2行3列の形で6連装ロケットランチャーが普段は外向きに搭載されている。このロケットランチャーは必要に応じて下の台座の回転で方向を変えられる。また壱から参号機の腕はテレビ本編のユウヒと同じであるが、この四号機の腕だけは手の部分が両手とも四砲身のガトリング砲に変えられている。顔は壱から四号機の中でテレビ本編のユウヒに最も近く、角のようなアンテナを持たず、参号機と同じほんの少しの突起があるだけである。
五号機
テレビ本編のユウヒにあたり、一機だけ頭部に角のような長いアンテナを持つ。

五式支援戦車アサヒ
戦場へユウヒを誘導する国防省の護衛戦車。陸路での移動の際にユウヒを先導する役割を果たす。戦闘用の大砲も装備しており、必要に応じて戦闘も可能。ミニチュアのベースはM4中戦車。漫画版には登場しない。

五式ユウヒ専用輸送機「流星」
ユウヒ専用輸送機。戦場までユウヒを2本のワイヤーで吊り下げ空輸する。
- プロップは後に『Kawaii! JeNny』に流用された。

迎撃ミサイル衛星
総攻撃を開始しようとしたウオフ・マナフに向けて、迎撃態勢に入ったミサイル衛星。

## 宇宙連合ウオフ・マナフ
全宇宙の秩序を守るために知的生命体たちで組織された宇宙連合軍で、108の高度な知性を持つ種族が加盟している。当初はウオフ・マナフ軍が4億年前の地球上のすべての生命を絶滅させたのは、その高度な文明が宇宙秩序の崩壊を恐れて地球人類を宇宙の脅威とみなしたためと推測されていたが、ボスキートの出現により、真相が判明する。
ウオフ・マナフ
宇宙連合ウオフ・マナフの最高権力者。実体を持たない宇宙の大いなる意志であり、意志決定を司る絶対的な力を持つ存在。直接蘭を介して交信したことでグランセイザーたちを地球人の子孫と認めた。

ギグファイター
ウオフ・マナフのメカ汎用兵士。第2部より登場。普段は1つのギグカプセルに5体ずつ収納されて携行され、宇宙人が投げると開放される。集団で行動し、さほど高くない戦闘能力だが、誠の旧友の加賀に変身するなど人間に変身する特殊能力を持つ。『劇場版 超星艦隊セイザーX 戦え!星の戦士たち』のパンフレットによればギグリス星のギギググリという不定形宇宙生物を遺伝子操作して作られたという。後に『超星艦隊セイザーX』にも登場。
- 製作段階ではギグカプセル1つにつき1体という想定であり、ギグファイターの顔・胸が核・肩がカプセルのボディーに対応する形状であったが、後に1カプセルにつき5体に分かれる描写となった。5枚の手裏剣型のカードを投げて、それが変形するという案もあった。
- スーツは5体制作された。

### アケロン人
後方撹乱や敵地への潜入が得意な異星人。アケロン人は武器として水晶ペンダントを持ち、ピンチになると水晶の力でアケロン大星獣に変身する。
- 本作品のベースが『スター・トレック』であるため、「アケロン星人」ではなく、「アケロン人」となった[29]。
- 2003年6月に稼働したアトラクションの敵役を必要としていたため、撮影用より先行して作られている[71]。その後、造形段階で撮影用のデザインが決まった[71]。
- 放送開始前の特写では、黒いローブと長い爪のリーダーと部下2人のアケロン人が登場しており、キャラクターショーでも登場した[134]。

佐伯 カリン
ウオフ・マナフ宇宙連合軍の尖兵。地球上ではその姿を長時間維持できないため、女性物理学者の佐伯カリンの姿をコピーしていた。風のトライブの指導者として、4億年前の戦いに関する嘘の情報がインプットされた水晶板を使って風のトライブや直人に炎のトライブを倒すことをけしかけ、グランセイザー同士の潰し合いを演出しようとしたが、洸のことを本気で愛してしまっていた。本物の佐伯カリンは20年前に留学先のスウェーデンで病死している。念動力や空中浮遊も可能。腕は軟体動物のように伸縮自在で、破壊光球にもなる怪光線を額から発射する。正体が露見し自分を裏切ったヴェルソーと対峙して圧倒するが助太刀に入ったタリアス、ミトラス、ヴェルソー、トラゴスの参戦で形勢が逆転しトラゴスのスパイラル・ホーンとタリアスのファルコンボウの連射攻撃に怯み負傷して撤退する。後に堀口博士が彼女に殺されかけたが傷の後遺症で苦しみ出してその直後にタリアスとミトラスに発見されその場を逃亡したため殺されずに済んだ。レムルズに倒されるが、アケロン大星獣として復活する。
コミックス版ではアケロン大星獣にはならなかったほか（なったのは別のアケロン人）ガントローラーを所持していたなど重要人物として書かれ、最後も本気で愛してしまった洸に自分の本当の姿を見られたくないとの思いから身投げし、自害した。
- 当初はウルトラシリーズ系の幾何学的な能面のような感じで描かれていたが、カリンが伝通院に見られたくないと思っていたことから、醜悪な感じにするため、シルエットと主線のみを残して気持ち悪いディテールにアレンジしている。そのため、デザイン画はない。
- アケロン人のスーツはアトラクション用のデザインをアレンジしたものとなっている。

アケロン大星獣
第11話・第12話に登場。アケロン円盤のエネルギーを黒水晶に浴びたことで巨大な怪獣へと変身した姿。
体の各部にある水晶体から放つ破壊光線や熱光線、緑色ビームが武器。アケロン円盤からのエネルギーを供給されることで何度でも再生・復活が可能。また、胸の中央の水晶体に人間を幽閉することが可能で、洸を中に閉じ込めた。
戦いの末、ガルーダ、ドルクルス、ガンシーサーの攻撃の前に敗れる。
- 3対1でも引けを取らないようにキングギドラのようにボリュームを持たせたものとなっているが、同様に翼でボリュームを持たせるのは安直であるため、大きな腕となった。宇宙人が変身して大勢を相手に取ることから、サラマンダーの目にすることで知性を感じさせるようにしている。撮影用のアケロン人の造形段階で決まった顔面の皴を踏襲している。デザイナーの岡本は青系のカラーリングがよかったが、膨張色の赤の方が強く見えることから赤のカラーリングとなった。胸のクリスタルは後から描き足されたものである。
- 監督の川北の指示で電飾が背中の4箇所に仕込まれているほか、テレビシリーズの怪獣としては異例の口の開閉ギミックが仕込まれている。この開閉ギミックは『ゴジラ・モスラ・キングギドラ 大怪獣総攻撃』のキングギドラのものを流用している。
- スーツは、次作品『幻星神ジャスティライザー』のキングゼロに改造された。

クローンアケロン人
第28話・第29話に登場。国防省科学分析本部が密かに国防力としてカリンの細胞を採取・クローン培養して作り上げた実験体。生体兵器として利用するはずだったが、極めて凶暴であり、脱走の末に倒される。オリジナルとは色違いのクローンアケロン大星獣に変身可能。実際には2体製作されており、1号はタリアスに倒されるが、2号はクローンアケロン大星獣に変身した。
- マスクはアケロン人と同様の型で作られた。

クローンアケロン大星獣
第29話に登場。2号がアケロン円盤の残骸に残されていた砕かれた高純度の黒水晶のエネルギーを浴びたことで狂暴化、巨大化した姿。
オリジナルと同等の能力だが、胸の水晶体が存在せず、肩や額の水晶体から発射される熱光線も青色に変わっている。弱点はエネルギー増幅器官である肩の超高純度の水晶体。
- デザイン画は存在するが、アケロン大星獣の検討カラーの一つを再利用したものなのか、改めてクローンのために塗り直されたものなのかは不明であるという。
- スーツはアケロン大星獣の改造。スーツは後にアケロン大超獣に改造された。

ルビー
第46話から登場。カリンやベルゼウスとは違い、宇宙戦争の回避が目的で、ガルバ星人からウオフ・マナフとの交信ができる蘭に、ベルゼウスによって歪められた地球の歴史の真実をウオフ・マナフに伝えさせるために地球に来訪した善意の異星人。
- 当初は、第4部はカリンと風のトライブが出会ったころのエピソードや、ルビーがカリンが地球に来た本当の理由を明かすなど、様々な仕掛けが考えられていたが、全く内容が変わってしまったという。また、カリンと同様の容姿にする予定であったが、隠密のような役割であるにもかかわらず、カリンの姿ではつじつまが合わないため、別の姿となった。
- マスクはアケロン人とゴム面から同様の型で抜いて作られた。

### インパクター星人
ウオフ・マナフ第2の尖兵である宇宙人で、平時の外観は地球人に酷似しているが、地球人とは根本的に体を構成している物質が違い、スーツを装着しなくてもグランセイザーと互角に戦えるなど、身体能力も高い。戦闘時は、アルカニスという通信機能も持つ万能カードで肉体に体液のように染み込んだナノメタル製の戦闘用スーツを使用者の脳波の指示で現出させる。その姿に統一性はない。
徴兵制度が存在せず、一定の年齢になれば志願して軍人になることができるため、4億年前の戦争では司令官を務めた。
- デザイナー陣が適当に描いた複数のものの中から選ばれたため、デザインに共通性はない[62]。
- キャラクター特殊造形の品田は、第5のトライブと捉えており、特殊能力を各々持っている特殊部隊で、得意な戦術に合わせてスーツをカスタム化しているものとなっていると語っている[75]。

インパクター・ロギア
『地球人類抹殺計画』の司令官。超星神ガントラスを利用した太陽系消滅計画を実行するため、星山秀一と名乗り和久井の助手になりすまして、ガントローラーの修復を強要する。規律に厳しく、冷静で仲間に対しても非常な作戦を遂行していったが、宇宙でのある戦いにおいて敗北しながらも生きて帰ったために母星での立場が悪くなってしまったラディアとルシアに友情を感じていたため、今回の作戦で手柄を立てて二人の名誉を回復させようとしていた。部下の二人を失うとダイロギアンに乗り戦うが、ダイセイザーに敗北し自爆した。しかし、瀕死の重傷を負ってダイロギアンのコクピット内を漂っていたが、ベルゼウスによって水晶板の破壊を交換条件に蘇生され、国防省科学技術研究所からホロスナイパーとダイロギアンを奪い返し、復讐を果たすため何度もグランセイザーの前に立ちはだかる。後にベルゼウスに利用されていたことを知り、最終的にはグランセイザーに力を貸す。
武器はガンモードからライフルモードへの変形が可能な水平二連銃身の連射銃と大口径砲の二階建てになっている大型ポンプアクションガンホロスナイパー、額から発射される幻惑光線リパルサー、手から出す電撃で敵を痺れさせるスタンインパルス。必殺技はガンモードによる連速射が可能なデッドリーショット、ライフルモードでのマグナスラッグとマックススティンガー。変身前から腰のホルスターに収められており、使用することができる。
漫画版では人間体で登場するがガントローラーをカリンが所持していたことから彼女を追う役として登場、カリンの死後、ダイロギアンを呼ぶ際に現れたベルゼウスに不信感を持ちつつもダイロギアンでグランセイザーと交戦、しかしベルゼウスの罠にはまり暴走したダイロギアンでグランセイザーごと自爆させられそうになるもルシアの捨て身の行動でダイロギアンの暴走はストップ、その後タリアスと戦った後行方をくらますが最終決戦の折ダイロギアンでグランセイザーの援護に現れベルゼウスの悪行をすべて暴露する。
- ヒーロー然としたタリアスの口に対して、ニヒルに笑っている口となっている。宇宙から来たため、属性をまたいでいるものとして、鳥でもなければ獣でもない蝙蝠となっている。黒いタリアスとして、耳の横のフィンや胸を少し鳥のようにしている。造形で先を尖らせ、ドラゴンのような形にしている。
- スーツは1着のみ作られた。
- ホロポインターは『エイリアン』のオマージュとなっている。側面にモデルガンを識別するための王冠マークが付いているのは、プロデューサーの石井のジョーク。
- ホロスナイパーはターゲットサイトと銃身がスプリングによって展開し、ライフルモードに変形する仕組みとなっている。銃身と突起を切って短くしているという設定のため、ストックに切った跡を付けている。ホロスナイパーは着弾点と銃口に仕込まれた火薬で発砲を表現しているが、第33話では監督の鹿島の意向で曵光弾が使用された。ホロスナイパーは当初は中折れ式も考えられていたが、子供が玩具で手を挟む危険性があったため、見送られた。

インパクター・ルシア
特殊工作部隊として地球に降り立ち、地球人殲滅作戦を実行するためグランセイザーと戦う。相棒のラディアを失い焦り、命令に背いて装着者の命と引き替えにスーツの能力を3倍以上に向上させるアクセラレイターを使用して巨大化・暴走したのちダイセイザーに敗れ命を落とす。武器は剣やブーメランにもなる特殊合金製のV型の鋭い切れ味の万能兵器Vソードで、敵めがけて撃ち放つVシュートやVソードから強力な光線を発射するデスイレーザー、手先から電撃を発して敵を麻痺させるスタンインパルスが得意技。またミラージュクラスターと呼ばれる分身用のアルカニスを使用して幻影による分身を作り出し、同時にグランセイザーたちを襲った。巨大化時は手先から光線を伸ばして敵を切り裂くプラズマチョッパー、透明化するステルスアタック、無数に分身するメガロクラスターを披露した。
漫画版では戦いでの負傷を理由にロギアから帰還を指示されたが最終的にベルゼウスの罠にはまったロギアを救うため自らダイロギアンの盾になり倒れる。
- 宇宙から来たため、属性をまたいでいるものとして、男女の性差をまたいでいるものとなった。
- スーツは後にフリードに改造された。

インパクター・ラディア
特殊工作部隊として地球に降り立ち、アクセラレイターで巨大化してリヴァイアサンを破壊しようとするが、直前で起動され、そのまま倒される。ルシアに想いを寄せており、ルシアの恋人であるロギアに嫉妬している。武器は特殊合金製の刃を持つ巨大な斧状の武器メガアックスで、巨大化時には刃から破壊光線を発する。額から相手を弾き飛ばすバリヤーにもなる怪光線リパルサーを発する。巨大化時は両肩から破壊光線を発射するパニッシャーを披露した。
- 宇宙から来たため、属性をまたいでいるものとして、虫でもなければ植物でもない冬虫夏草となっている。
- 怪獣と同様にウレタン造形となっている。スーツの体は後にキラード星人に改造された。

インパクター上官
第23話に登場。ロギアそっくりの容姿を持つ司令官。立体映像で現れ、ウオフ・マナフ最高会議がロギアの作戦が失敗と結論づけたことで地球からの撤退命令を通告するが、無視されてしまう。
漫画版ではグランセイザーが宇宙戦争を避けるため戦艦の戦力を奪うことだけに集中しているのを見てベルゼウスの行動に不信感を抱く役として登場。
- マスクは専用のパーツをロギアのマスクに両面テープで貼り付けている。

### ガルバ星人
ウオフ・マナフの中でも高い地位につく宇宙人で、兵器の発展のためだけに科学力を役立てる。グランセイザーの技を跳ね返す能力をもつ。
- 同じ種族であることから、顔面部分はいずれも同じ型からFRP成形しており、兜など周辺のパーツを変化することで表現している[75][63]。

ベルゼウス
ウオフ・マナフ地球攻撃軍総司令官にして最高会議幹部。自らの地位の向上を狙ってウオフ・マナフを掌中に納めるため、配下のアケロン人にグランセイザーを発掘させ、この戦いを引き起こした黒幕。手にした杖から強力な電撃を放つ。「地球人は忌まわしきボスキートの子孫」と歴史を捏造して、ウオフ・マナフの惑星最高会議を騙して地球総攻撃を企て、地球攻略を足がかりに、全宇宙を支配しようとすることが真の目的。自ら勝利を確信して、地球人がボスキートの子孫ではないことを知られるのを恐れて交信を阻止するために蘭を抹殺しようとするが、最後はロギアに捕らわれ、宇宙裁判所へ連行される。
- マントは監督の村石の体のラインが逆光の際に出るよう、紗幕のような光を通す素材のマントというリクエストで、二重にして金色の縁を付けることで重量感を両立している。

ブライトン
第46話から登場。ベルゼウスの配下で、外見は地球人と似ているが、その実体はガルバ星人。ガルバ星人としての正体は未登場。御園木には和平交渉のために地球に来たと話したが、実は交信者である蘭を抹殺するためであった。ボスキートの探知機と言われていた石も実は交信者を発見するための偽物で、計画が露見し、許しを乞うふりをして天馬を殺そうとするが、ロギアに射殺される。

アルゴウル
第46話から登場。ブライトンの作戦をバックアップするために派遣され、蘭の命を狙う兵士。強力な電撃を両掌から放射し、ガルバ・シールドという防御エネルギーを張ることができ、グランセイザーたちの必殺技を防いだ。グランセイザーたちを上回る戦闘能力や瞬間移動能力を持ち、12人の意思がバラバラになりつつある時はグランセイザーたちを圧倒したが、12人が再び結束を深めた後は、ミトラス、リオン、ヴェルソー、ダイルが連続で放った必殺技によって倒された。
- スーツはステュークスの改造。鎧は黒い部分が赤く塗り直されている。

ゴーギャン
第49話から登場。ベルゼウスがウオフ・マナフに真実を報告されることを恐れてルビーを抹殺するために地球に派遣された兵士。アルゴウルと同じくガルバシールドを張ることができ、両拳からは光弾を発射する。セイザーダイルを倒し、タリアス、ミトラス、レムルズ、ヴェルソー、ゴルビオンを相手にしても戦士たちを追い詰めたが、ロギアの参戦で逆転される。ルビーもろとも自爆して目的を達したと思われたが、最終話でルビーの生存が判明した。
漫画版では、ベルゼウスの側近として登場し、ベルゼウスに作戦の中止を勧めるが、殺されてしまう。
- 鎧は銀の部分が赤くなっている。

### その他の構成員
一部の宇宙人は共通の鎧を身に付けている。『グランセイザープレミアムバトルステージ』では、ボスキートとベルゼウス以外はテレビシリーズと異なる鎧を着用している。
- ウルトラ怪獣との方向性を変えるため、いずれもクリーチャーのようなものとなっている[62]。

シュオール星人ステュークス
第25話に登場。堀口の後輩である宇宙考古学者の土方里子の肉体を乗っ取って、グランセイザーを引き渡しを要求して抹殺しようとするが、タリアスたちに追い払われ、フォーメーション・ゼロで倒される。
- 第25話は総集編のため、はぐれギグファイターを当初は敵として設定していたが、新規造形でシュオール星人を登場させることとなった。
- 目は何種類か制作されており、フォーメーション・ゼロを受けた際の点になった目などがある。

ビズル星人
第26話・第27話に登場。地球人の駆除が使命で、次元転送システムを使って全人類を次々と異次元空間へ転送し、地球を無人にさせて平和な惑星として再生させる「異次元転送計画」を実行する。時間の流れが違う異次元では、急速に細胞が老化してやがて死滅してしまう。仲間の少女を吉岡麻美という女子高生（本物は半年前に病死）に変装させ、スパイとしてグランセイザーに接近させる。しかし、彼女は剣の優しさに触れ、任務に疑問を抱いたため処刑される。それ以外にも複数の個体が登場したが、怒りに燃えるリオンや、タリアスたちに倒された。ビズロッドという電撃棒や次元転送銃を持つ。
コンセプトは蛇腹が関節ではないところについているというもの。異なるコンセプトのものが複数描かれ、その中から選ばれたが、鈴木から虫のような顔にしてほしいと言われたため、一から描き直している。
- スーツは1体のみ制作されたが、胸のマークとビズロットは2つずつ作られた。大量に出現するシーンは合成によって増殖されている。スーツは後にオメガに流用された。使用されているウェットスーツの生地は高価なものだけであったため、この個体のみの使用となった。

ストーン星人
いずれも第30話に登場。
- 首からは下は衣装で済ませる以外の細かなオーダーはなかったため、ドラゴンのような宇宙人にしている。目の位置を調整して直接覗けるようにすることで、ショッカー怪人のように中の人間の目が見えるようにしている。

ストーン星人ラモン
同族が4億年前に地球に仕掛けた超爆弾マッド・ストーンを起動させて地球を消滅しようとする。光球が武器。マッド・ストーンを発見した宇宙物理学の権威である鹿沼幸次郎博士を殺害し、彼に乗り移ってジャドを待ち伏せするが、タリアスとレムルズに倒される。
- マスクはジャドと同様のマスクで、赤い瞳を付け替えている。

ストーン星人ジャド
ジャドはラモンと同じストーン星人だが、逆に地球破壊を阻止するために現れる。その際に飛行機事故を起こし、涼子の親友の川島巧を誤って死なせてしまい、彼の体に乗り移る。仁を人質に取り、涼子にセントラル研究所からマッド・ストーンを盗むよう言い渡す。最後はマッド・ストーンとともに宇宙に散る。
- マスクはラモンと同様のマスクで、青い瞳を付け替えている。

キラード星人
第31話に登場。ウオフ・マナフの刺客。破壊光線を額から発射する。水晶板の破壊が目的で、物理学者のアヤ・ステイシーの持つ水晶板の一部と思われる水晶片を破壊するために現れるが、タリアス、ダイル、トラゴスに倒される。
- 頭は新規造形、スーツの体はインパクター・ラディアの改造。このほかに一つ目のようなものも提案されていた。

フェドラ
第32話に登場。4億年前の超古代戦争で戦死したウオフ・マナフの兵士の亡霊。手先から光弾を発する。地球人への恨みを抱きながら、地球の軌道を漂っていたが、宇宙空間で作業中の日系人初のスペースシャトルの船長のヘンリー若杉に憑依する。「地球人を滅ぼせ」という超古代の指令が意識に残っていたため、人間を敵視していたが、天馬に真実を教えられて説得され昇天する。
- 共通の鎧を着用したウオフ・マナフの宇宙人の中では最初に制作された。そのため、ステュークスよりも先に描かれている。完成当初は赤い目があったが、監督の鈴木の指示で小さな目となり、最終的に目がないものとなった。

ガダル星人
第35話に登場。金儲けのために戦争を使う卑劣な種族で、人体実験によって捕獲した地球人をギグファイターに代わる生物兵器の新商品研究用サンプルとして再利用して宇宙に売りさばこうとする宇宙の武器商人。インプラントを人間の後頭部に埋め込んで、意のままに操る。無数のギグファイターを駆使してタリアスを追い詰めたが、ダンス仲間を襲われて激怒したヴィジュエルに倒される。
後の『超星艦隊セイザーX』では別個体が登場し、家族思いの父親として描かれている。
- 目はスリットなのか透明パーツなのか、見ようによって印象が変わるものとなった。

ゴルフィン星人
第37話に登場。辰平が働く水族館のシロイルカのミックを操って、地球人を全滅させるため、内耳の神経器官を破壊するイルカの超音波攻撃や自身が放つ高周波を仕掛けるが、ギャンズに倒される。
- メフィラス星人のように頭にボリュームのあるものとして描いているが、メフィラス星人とは違い、少しシャープな感じにしている。

オメガ
第38話・第39話に登場。超古代のアンドロイドとして黒神山の砕石場で発掘され、国防省兵器研究所にて収容されるが、未加が近づいたことで起動すると国防省所員の青年の姿をコピーし、堀口の目を盗んで逃走し、その後通りかかった別の青年に変身したところを未加に見つかる。実はウオフ・マナフが超古代戦争終結後にグランセイザー殲滅プロジェクトプロジェクト・オメガの実行役として作られた惑星監視用の自律思考型コンピューターを搭載した人型ロボットで、グランセイザー抹殺プログラムが体内に組み込まれており、12人のグランセイザーを確認したことで、自律思考回路が遮断されて封印されていた全ての12のプログラムが解除。戦闘形態に変形して、エネルギー光球を胸から発射したりしてグランセイザーと戦い、巨大オメガに巨大化する。その後はダイセイザーを襲うが、未加と戦いたくないとの理由から優しい心を取り戻し、ダイセイザーに敗れた後に元に戻るが、自爆装置が作動し、自爆する。
- 目を下の方に付けることで幼児玩具のように可愛らしく見せている。このほかにストレートに悪そうなものも描かれたが、没となった。
- スーツはビズル星人の改造。肩アーマーや股部分の模様にその名残がある。ビニールレザーで表面を覆ってディティールアップしているほか、電飾を胸に仕込んでいる。戦闘形態の変化は、眼、腕、肩のパーツを差し替えることで表現している。

巨大オメガ
第39話に登場。プロジェクト・オメガを実行するための最終手段として、オメガがウオフ・マナフに全機能の封印を解除されたことで、巨大化した最終形態。目から放つ光弾と胸部から放つエネルギー光球が武器。
- デザインを務めた岡本が好きな『グレートマジンガー対ゲッターロボ』のギルギルガンを意識したものとなっているが、デストロイアのようになってしまったという。このほかに『魔王ダンテ』のようにオメガの頭が額についた案もあったが、没となった。
- 等身大のオメガとは異なる別のスーツが作られた。体表のディテールを金ブラシで仕上げ、等身大と共通の胸部を使用している。スーツは後にキャブレオンに改造された。

マリウス星人ルカ
第42話・第43話に登場。地球人に良く似た容姿を持つマリウス星人。自身の生命エネルギーを他の生物に与えることで活性化させる能力を持つ。ベルゼウスに騙されてボスキートを現代に蘇らせてしまう。ボスキートのバーニングファルコンを生身で受けて重傷を負った天馬に自分の生命エネルギーを与え絶命する。

### ウオフ・マナフの怪獣
大怪獣トロイアス
第47話・第48話に登場。ブライトンが蘭を引き渡すための強行手段として呼び寄せた巨大怪獣。口から放つ火炎弾と頭部の角から発射する強力なビームが武器。ユウヒを破壊し、ドルクルスを活動不能にしてダイセイザーの合神を阻止しようとするが、ガントラスとクラウドドラゴンのギャラクティカ・プロミネンス砲によって倒される。
- スーツは2001年の地方博「山口きらら博」の宇部市館で上映された『スペースガッタ2001～未来の種子～』の映像パートに登場する暗黒の魔王の改造。生物的なパーツに甲冑部分を置き換え、尻尾を追加している。

宇宙怪獣キャブレオン
第50話・第51話に登場。ベルゼウスがグランセイザーの力を集中させる最終手段として送り込んだ最強の宇宙怪獣。奥多摩山中に隕石となって飛来した。口から放つ白熱弾と両腕の爪の間の口から連射される赤い破壊光弾で敵を翻弄し、胸の球体からのエネルギー光線で止めを刺す。ダイセイザーに合神中の超星神を妨害、超星神を次々と倒し地球を滅ぼそうとするが、最後はグランセイザー全員がダイブインしたダイセイザーのハイパーバーストとブラストプレッシャーで倒される。
- 骨のようなものや羽根が生えているなど、基本的な要素を拾っている。
- キャブレオンが出現した隕石のミニチュアには『妖星ゴラス』（1962年）の妖星ゴラスのミニチュアが流用されている。川北は、昔のミニチュアは作りがしっかりしているので、保存状態さえ良ければ使えると述べている。
- スーツは頭部はアケロン大星獣、ボディは巨大オメガの改造。当初はアケロン大星獣のみを改造する予定であったが、ベースのみのため、スマートな巨大オメガが選ばれ、頭部にアケロン大星獣のものが使用された。胸と眼に電飾を施し、フラッシュ球を手の口の中に仕込んでいる。硬質感を皮膚に持たせたかったことから、ウレタンよりも少し硬い素材を使用している。スーツは、次作品『幻星神ジャスティライザー』の雑誌『てれびくん』オリジナルDVDに登場するデスキングに改造された。

### ウオフ・マナフのメカ
ダイロギアン
インパクター星からロギアが呼び寄せた司令官のみが使用を許される巨大戦闘ロボ。超星神とは異なり頭部に合体融合したロギアが神経系統を接続して操縦するため、非常に俊敏に動くことができる。胸のリフレクターによりあらゆるエネルギーを吸収してそのまま撃ち返すことができるため、クラウドドラゴンはダイロギアンの地球飛来を阻止できなかった。技はリフレクターから出す破壊ビームカラミティサンダーや両眼から発する強力光線ディストラクションサンダー、超高速でパンチを繰り出すラピッドブロー、周囲の景色と同化して消えたように見せるステルスシールド。一度ウオフ・マナフに奪われた際は、ベルゼウスによって顔面に赤いマスク状の装置を取り付けられ、ロギアの意思とは無関係に操られた。操られていた際には光学迷彩（ステルス・シールド）機能を持っていた。
- 肩から胸にかけての赤い三角形はグレートマジンガーのように大きなVの字が胸から張り出していると、着ぐるみでは腕に干渉してしまうため、遠くから見た時に大きな三角形に見えるように処理された。
- 一部を透明素材にしている。

小型戦闘艇
ウオフ・マナフ宇宙連合軍の武装艦隊の小型戦闘艇で、4億年前の戦争で地球上を爆撃したり、フェドラやオメガも使用した。

主力戦艦
ウオフ・マナフ宇宙連合軍の武装艦隊の主力戦艦で、天馬とルビーがこれと同型機の母艦で宇宙の意思と接見した。

## 絶滅者ボスキート
現代の地球での出現に際し、セイザータリアスに姿形が酷似し、ナックルライザーが反応を示すためグランセイザーの仲間かと思われたが、実際は感情や理性を持たずに自己保存の本能のままに人間や動植物の生命エネルギーを食べて吸収し、無限に増殖する生物であり、ウオフ・マナフからも宇宙最悪の戦闘種族と認定されており、根絶させようとしていた。
このボスキートが超古代の地球を襲い、地球上の生命だけでなく、「火」「風」「大地」「水」の地球が有する固有の力をも吸収しようとしたため、地球人類が惑星の生命をも吸収されることを恐れてウオフ・マナフにSOSを発信、しかし地球に送り込まれたウオフ・マナフ軍の救援部隊が到着時には既に地球人は滅亡させられており、しかもボスキートが超古代の地球人がボスキートに対抗するために開発したグランセイザーおよび超星神の力を奪っていたため、ウオフ・マナフ攻撃軍は地球人を救出することを断念し、地球を惑星ごと焼き尽くしてボスキートを根絶した。つまり、超星神に乗ってウオフ・マナフ軍に抵抗したのは地球人ではなくこのボスキートというわけである。上記の理由からグランセイザー全員の4つの属性と同様の技を繰り出すことができるが、劇中では大地のトライブの技は披露しなかった。また超星神にも乗ることができ、ガルーダを奪った。4億年前の戦争で全滅させられた種族の唯一の生き残りが兜山遺跡にて対象物の生命活動を停止させる封印カプセルの中に閉じ込められていたが、ルカによって封印が解かれる。
なお、漫画版は未登場で、ウオフ・マナフ軍の地球攻撃の理由はテレビ本編でこのボスキートのことが明るみに出る前以前のものである。
- ボスキートの構想は最終決戦をストレートに描くのはつまらないため、一回捻るために出されたアイデアであり、第1話での超古代の戦争の時点では考えられていなかった[74][6]。
- グランセイザーに間違えられるため、そう見えるラインにまとめられた[62]。
- ガルーダのコクピットでスーツアクターの新上のアドリブでお猿のポーズをとったものも撮影されたが、利口に見えないことからNGとなった[16]。

巨大ボスキート
第45話に登場。3体の増殖・分裂したボスキートが融合して巨大化した姿。ダイセイザーと同等のパワーを持ち、背中の翼を展開させ飛翔する。必殺技は目から発するクライシス・レイ、胸から出す破壊光線デッドリー・バースト、両手から撃つ暴風ビックボス・トルネード。堀口がカプセルを元に復元したボスキート捕獲装置の光線によって弱体化し、ダイセイザーのハイパーバーストを受けて敗北する。
- 人型のキャラクターが元のため、アケロン大星獣とは異なる方向性の巨大化となった。首を伸ばすことでマスクと演者の顔の位置をずらして怪獣っぽさを出している。
- オメガと同様、等身大のボスキートとは別のスーツが作られた。スーツは、次作品『幻星神ジャスティライザー』の巨大クロガネに改造された説と巨大ハデスに改造された説の両論がある。

## エンディングアイキャッチ
時差ネットで放送された系列局（テレビせとうち、TVQ九州放送、系列外のネット局（AT-X）では、エンディング後にワンシーンのみ「また見てね」などといったエンディングアイキャッチが付された。初期はグランセイザーの変身前の俳優（水のトライブ除く）・堀口一郎博士・佐伯カリンが登場し、中・後期は変身後のグランセイザーが次回の視聴を誘った。最終回では、セイザータリアスの掛け声の後、画面が十二分割し、戦士全員が登場した。
ただし、テレビ東京では上記のアイキャッチ部分を次の番組のジャンクションに当てており、同時ネットで放送された系列局（テレビ大阪、テレビ愛知、テレビ北海道）も、その部分にてジャンクションまたは他番組の宣伝、自社のイメージCMを流していたため、放送されなかった。
テレビシリーズのDVDに特典として収録されている。

## キャスト
東宝制作のヒーロー番組『電脳警察サイバーコップ』や『七星闘神ガイファード』に出演した千葉美加、吉田友紀、赤星昇一郎が出演している。これについて、プロデューサーの石井は『ウルトラQ』に出演した桜井浩子が『ウルトラマン』で別の役を演じたように子供心をくすぐるキャスティングを踏襲したものだという。
清水あすかと赤星は最初から出演することが決まっており、基本的にそれ以外はオーディションで決まったという。当初、弓道天馬役には後にロギアを演じる阿部進之介や辰平を演じる菅原卓磨が候補に挙がっていた。
- 弓道天馬 / セイザータリアス：瀬川亮
- 獅堂未加 / セイザーミトラス：清水あすか
- 獅堂剣 / セイザーリオン：武田光兵
- 伝通院洸 / セイザーレムルズ：芹沢秀明
- 雨宮涼子 / セイザーヴェルソー：星野マヤ
- 秤谷仁 / セイザーダイル：松沢蓮
- 松坂直人 / セイザータウロン：高原知秀
- 早乙女蘭 / セイザーヴィジュエル：磯山さやか
- 神谷豪 / セイザートラゴス：正木蒼二
- 反町誠 / セイザーゴルビオン：岡田秀樹
- 魚住愛 / セイザーパイシーズ：伊藤久美子
- 三上辰平 / セイザーギャンズ：菅原卓磨
- 佐伯カリン：千葉美加
- インパクター・ロギア：阿部進之介
- インパクター・ルシア：ちすん（現・智順）
- インパクター・ラディア：北岡久貴（現・北岡龍貴）
- 堀口一郎博士：赤星昇一郎
- 御園木篤司：工藤俊作
- 和久井正樹：油井昌由樹
- 沖田総一郎：吉田友紀

### 声の出演
- ベルゼウス：谷口節
- アルゴウル：泉龍太
- ゴーギャン：山野井仁
- ボスキート：羽賀聖
- ナレーション：田中総一郎（1話）→元村悠（2話 - 34話）→桐井大介（35話 - 51話）

### ゲスト
- マンションのマダム：伊藤かなこ（1話）
- ガードマン：亀井彰夫（1話）
- 保育士：花井美香（1話）
- 園児：ひより[注釈 11]（1,51話）
- 赤シャツ：小倉直紀（1,51話）
- 青シャツ：白濱孝次（1,51話）
- リポーターA[注釈 12]：小清水希（1、18話）
- リポーターB：関口尚史（1話）
- 警備員A：市山英貴（1,42話）
- 警備員B[注釈 13]：志真叶一（1、42話）
- インターン：大地泰仁（2話）
- 看護師：岩澤真寿美（2、4話[注釈 14]、14話）、深田慶子（7話）
- ジェット便所長：伊東千啓（4、7話）
- 田所マキ[注釈 15]：豊川栄順（4、7話）
- ジェット便事務員：坂口理香（4、7話）
- 格闘家：富豪富豪夢路（4話）
- 看護師B：本間薫子（4話）、澤山薫（48話）
- 鳴海巡査：春風こうた（5、6話）
- 黒岩刑事：春風ふくた（5話）
- 赤木淳也：宮本行（5、6話）
- 内藤竜次：三浦誠己（5、6話）
- ニュースの声：新井光明（5話）
- 血液輸送事務員：加藤雅弘（7話）
- 中條信一：小泉博（8話 / 特別出演）
- 特殊部隊隊員A：江口尚哉（9,10,11,13,15,30,32,33,34,37,38,39話）、日下部元貴（16話）
- 特殊部隊隊員B：寺井大介（9,10,11,13,15話）、斉木隆行（38、39話）
- 特殊部隊：RADIX（9,10,11,13,15,18話）、仲代光希、増田晴之、岡田篤彦、矢高宏紀、横沼克全、藤原憲之（15、18話）
- 工場の管理人：高多康一郎（11話）
- 若者A：村上和彦（11話）
- 若者B：藤田京子（11話）
- 若者C：松永亜樹（11話）
- 若者D：丸山麗（11話）
- アナウンサーA：大塚和彦（11,12話）
- 特殊部隊隊員C：宮崎巧伎（13,15,30,32,33,34,37話[注釈 16]）、松田浩一郎（32話）
- 主任看護師：種子（14話）
- 澤村刑事：さえばとむ（16話）
- 高山刑事：三橋貴志（16話）
- 澤村刑事の娘：金子莉奈（16話）
- 国防省・職員A：吉川秀達（16話）
- 魚住恵：春名萌々子（17話）
- 愛の幼年時代：大城紀代（17話）
- 坂本健太：桑原成吾（19話）
- 天空の声：田中総一郎（21話）
- ウェイトレス：御子柴聖蘭（24話）、武川千尋（39話）
- 土方里子：池田昌子（25話 / 友情出演）
- 吉岡麻美：亜沙里（26,27話）
- OL：栗山かほり（26話）
- 椿征二：山口粧太（28,29話）
- 久我栞：竹本聡子（28,29話）
- 研究員A：入江康之（28話）
- 防衛隊小隊長：石倉良笙（28,29話）
- 防衛隊隊員A：池田雅一（28,29話）
- 黒服の男：仁藤明彦（28話）
- 防衛隊員：RADIX（28,29,46,49,50話）
- 鹿沼幸次郎：伊沢弘（30話）
- 川島巧：小瀬木涼（30話）
- ラジオの声：加藤雅也（30話）
- アヤ・ステイシー：井村空美（31話）
- 友田辰夫：今村佳岳（31話）
- 国防省・職員A：尾崎英二郎（31話）、稲田恵司（38話）
- 国防省職員B：鈴木峻（31話）
- タクシー運転手：名倉右喬（31話）
- 公園売店の店員：しのへけい子（31話）
- アナウンサー：猪岐周也（31話）
- 新聞記者：峰剛一（31話）
- ヘンリー若杉：木下ほうか（32話）
- リサ：熊谷知花（32話）
- マイク唐木：ハント・ケーシ（32話）
- 特殊部隊隊員D：上山純（32話）
- 特殊部隊隊員E：原田悠輝（32話）
- 加賀祐二：中倉健太郎（33,34話）
- 警備兵：門脇享（33話）、江藤大我（33,34話）
- ユーコ[注釈 17]：大西汐佳（35,51話）
- シンジ[注釈 17]：高山賢吾（35,51話）
- カナ[注釈 17]：内山智映子（35,51話）
- トオル[注釈 17]：鈴木博之（35,51話）
- タク[注釈 17]：安田朋弘（35,51話）
- 中尾真司：多賀啓史（36話）
- 警官A：河田秀二（36話）、飯田まさと（44話）
- 警官B：中村哲也（36話）、田鹿幸太郎（44話）
- マユ：真嶋優（37話）
- 紀子：原楠緒子（37話）
- 水族館職員：田中桂一（37話）
- 青年オメガ：佐藤晴彦（38,39話）
- 英会話の勧誘員：ジェレミーデシュナー（38話）
- ルカ：乙黒えり（42,43話）
- 郵便配達員：芹口康孝（42話）
- 雑貨店店員：春延朋也（42話）
- 登山者A：相沢広喬（43話）
- 登山者B：菊地泰博（43話）
- 登山者C：土田早苗（43話）
- ハイカーたち：ACファクトリー（44話）
- ブライトン：桑原太市（46 - 48話）
- ルビー：佐田真理恵（46 - 51話）
- ドクター：大地泰仁（48話）
- 看護師A：山中達矢（48話）
- 超古代の女（声）：伊藤美紀（48話）
- 国防省防衛局長：市山貴章（49話）
- 国防省長官：川北紘一（49話）
- 情報局オペレーターA：春日雅行（49 - 51話）
- 情報局オペレーターB：内野雅央（49 - 51話）
- 老女：緑川美津恵（51話）

### スーツアクター
ガルーダのスーツアクターを務めた角田浩一は本作品が映像作品デビューとなる。
- セイザータリアス、セイザーレムルズ（代役）[78][76]、ボスキート[144]、ロギア（23話）[145]: 新上博巳
- セイザーミトラス: 永嶋美佐子
- セイザーリオン、セイザータリアス（代役）[76]、セイザーレムルズ（代役）[76]、セイザーダイル（代役）[76]、セイザータウロン（代役）[76]、セイザートラゴス（代役）[76]、セイザーゴルビオン（代役）[76]、セイザーギャンズ（代役）[76]、超星神ガンシーサー、五式支援機士ユウヒ、巨大ラディア、インパクター上官、アジャンテ星人・フリード、弓道天馬（バイク走行シーン吹替）[16]: 白濱孝次
- セイザーレムルズ、セイザータリアス（代役）[76]、ロギアX: 福田亘
- セイザーヴェルソー、ルシアX: 齋藤恵美子
- セイザーダイル、弓道天馬（バイク走行シーン吹替）[16]: 北原裕次
- セイザータウロン、キラード星人、クリミネル星人、ベルゼウス（ガルバ星人）: 寺井大介
- セイザーヴィジュエル、アケロン人、ルビーX: 秋吉砂喜子
- セイザートラゴス、ラディアX、ゴルフィン星人、ボスキート：田井和彦
- セイザーゴルビオン、ステュークス（シュオール星人）、ビズル星人、クローンアケロン人、ストーン星人、フェドラ、ガダル星人、オメガ、アルゴウル（ガルバ星人）：松末博行
- セイザーパイシーズ：酒井亜美
- セイザーギャンズ、ゴーギャン（ガルバ星人）：岩田栄慶
- 超星神ガルーダ、ダイセイザー、量産型ガルーダ[16]：角田浩一
- 超星神ドルクルス、巨大ルシア、ルビーX（アケロン人）：小倉直紀
- 超星神ドルクルス：井田清介
- 超星神ガンシーサー[144]、超星神リヴァイアサン：志真叶一
- 超星神ガントラス[144]、ダイロギアン：田辺信彦
- アケロン大星獣、クローンアケロン大星獣、巨大オメガ、巨大ボスキート、大怪獣トロイアス、キャブレオン[144]、ユウヒ（代役）[16]：岩崎晋弥
- アケロン大星獣：永田朋裕[146][144]

ヒーロー役としての撮影がない時に敵役として演じていた。

## スタッフ
- 企画：藤原正道、柳田和久、宮崎勝文（1 - 6）
- 企画協力：ガンジス
- プロデューサー：山川典夫（テレビ東京）、二村慈哉、石井信彦[注釈 18]
- ラインプロデューサー：杉崎隆行、大崎裕伸
- シリーズ構成：大川俊道
- 脚本：大川俊道、園田英樹、古怒田健志、石井博士、稲葉一広、河田秀二、上代務、野添梨麻
- 監督：村石宏實、鈴木健二、三好邦夫、鹿島勤、石井てるよし、池田敏春
- 特技監督：川北紘一
- 本編スタッフ
  - 助監督：近藤孔明、本田幹祐
  - 監督助手：神村正義、吉田至次、今村昌平、畑山友幸、石井良和（3・4）
  - 撮影：倉持武弘
  - B班撮影：高橋創（1 - 4）、新井毅（5・6）
  - 撮影助手：宇野木勝彦、横山公亮
  - 美術（1 - 6）：稲付正人
  - 美術助手：石島武
  - 照明：高野和夫、SASUKE
  - 照明助手：三浦隆太、秋山政德、木村哲平、弦巻淳子
  - 録音：三澤武徳
  - 録音助手：宮村猛司
  - VE：堀口昌幸
  - CA：成田良輔、安藤広敏、泉山真希
  - 操演：上田健一
  - 操演助手：秀平良忠（3 - 6）、大久保健（3・4）
  - 装飾：山下順弘
  - 装飾助手：岡本慎一、鈴木仁、五十嵐大輔
  - 持道具：坂本彩子、小澤圭美、秋元早苗
  - 衣装：稲毛英一
  - ヘアメイク：梶清恵、小島信人、細倉明日歌、小野寺美智子、鮫島珠亀
  - スクリプター：島貫育子、堀ヨシ子（31・32）
  - 編集：冨永美代子、早澤淳一郎
  - 制作：橋内敬二、小宮孝一
  - 制作担当：田嶋啓次、原田文宏、黛威久、金子哲男
  - 制作主任（17 - 45）：三橋伊智郎
  - 制作進行：牧祐次、今野茂昭、小松容子、山田貴之、土岐洋介、田辺正樹、山桝貴子、大船龍二（3・4・6・8・11・12）、三橋伊智郎（1 - 16）、田坂謙一（23・24・26・27・30・35）
  - アシスタントプロデューサー（28 - 51）：大津是
  - 制作デスク：須藤美都留、石井良和
  - 制作応援：斎藤健志（1・2）
  - キャスティング：杉崎隆行（1 - 18）
- 特撮スタッフ
  - 助監督：満留浩昌
  - 監督助手：鈴木智美、大船龍二
  - 撮影：桜井景一
  - 撮影応援：佐々木雅史、泉敏明、西岡正樹、大江泰介、本城吉隆（7・8）
  - 美術プロデュース：大澤哲三（1 - 18）
  - 特撮美術：大澤哲三
  - 特美助手：山田順啓、杦山弘平、福島彰夫、那須野洋平
  - 照明：瀬尾伸幸
  - 照明助手：池ヶ谷嘉伸、小林卓実、中井新
  - 操演：根岸泉、川口謙司
  - 操演助手：青木貴広、秀平良忠、大久保健、川口謙司（1 - 4）
  - 特撮VE：飯田敦、三坂裕之、石井千秋、鈴木健太郎
  - 特撮CA：長洲海里
  - スクリプター：堀ヨシ子、安川知里
  - スクリプター助手：阿保知香子、安川知里（5 - 12）
  - 編集（31 - 51）:大島裕子
  - 制作：田中満
  - 制作進行：樋掛浩晃
- アクションコーディネート：松井哲也、高橋伸稔、志真叶一、J-STUNTS NETWORK
- デザインワークス：西川伸司、品田冬樹、岡本英郎
- 特殊造型：品田冬樹、山部拓也
- 造型管理：八巻亜由子、花谷充泰、宮川秀男
- 造型管理助手：川本淳也
- ストーリーボード：なかの★陽
- オープニングコンテ協力：祖蔵宝太郎（1・2・14）、橋爪謙始（1・2・14）、奥山潔（1・2・14）
- 造型助手：山本ヒロシ、谷川清孝、田中史郎
- デザイン進行（25 - 51）：大滝裕、関根智彦
- VFX：古亜武、三輪智章、田中良一、河島一英、山本英文、小柴浩、鴫原譲、増田英和、佐藤元、今井元、矢ヶ崎綾子、根本輝久、小林敬裕、中山剛志
- タイトルCG：高山滋史
- テクニカルスーパーバイザー：山崎晴康
- CGプロデュース：竹内宏彰（1 - 12）、角南一城（1 - 12）
- CG：武富聖（1 - 12）、高橋由美子（1 - 12）、桑原崇（1）
- オンライン編集：永野智也、新田昌志
- コンポジット：井出普子、篠内和浩
- カラリスト：石原泰隆、田中基
- 版権担当：廣田吾郎
- 音響効果：長谷川有里、比嘉努、小川広美、染谷和孝（1 - 4・6・8・10・12）
- 選曲・MA：山口正和、関谷行雄、森茂（3 - 6）
- MA助手：平林真樹（13 - 16,21 - 24,31,32,36,44,45）
- サウンドエディター：森茂、貞安克久、平林真樹
- ボスプロコーディネート：木下満寿裕、唐木淳伸
- 番組宣伝：笹原七重（テレビ東京）
- 制作協力：エイコークリエイティブ（1 - 18）
- 特撮プロダクション：ドリーム・プラネット・ジャパン
- 特殊造型：Vi-SHOP、開米プロダクション、ヒルマモデルクラフト、フォルツアート、インコム・アーツ
- 美術：マーブリングファインアーツ、東宝映像美術
- 装飾：山崎美術
- 特殊効果：亀甲船
- 衣装：東宝コスチューム
- ヘアメイク：ヒーローズ
- 照明機材：日本照明、光映新社、ライトワーク、ライトロン
- 特殊機材：宗特機
- 車両：ストロングワーク
- アクションプロデュース：アクロスインターナショナル
- バイクスタンド：TA・KA
- VFX：ドリーム・プラネット・ジャパン、コア・ブレイン、日本エフェクトセンター
- CGプロデュース：コミックスウェーブ（1 - 12）
- CG：セルフィッシュ（1 - 12）
- 現像所：東京現像所
- ポストプロダクション：ソニーPCL、東宝サウンドスタジオ
- 音響効果：東洋音響
- 機材協力：Avid
- 看護指導：石田喜代美（7）
- 英語指導：田坂謙一（31・32）
- ダンス指導（35,51）：菊口真由美、宮森智子（オフィスルゥ / 51）
- エアロビクス指導（51）：斎藤真由美
- 協力：東宝映画
- スタジオ協力：東宝スタジオ
- 車両協力：HONDA、ホンダモーターサイクルジャパン
- 音楽協力：テレビ東京ミュージック
- 音楽：高梨康治
- 音楽プロデュース：イズム コミュニケーションズ
- 制作プロダクション：ゼネラル・エンタテイメント
- 製作：テレビ東京、読売広告社、東宝

## 主題歌
オープニングテーマ「Life goes on」
作曲：Eddy Blues / 編曲：沢崎公一 / 作詞・歌：浅岡雄也（徳間ジャパンコミュニケーションズ）
物語の展開に合わせて、映像の変更が行われ、覚醒していない戦士はシルエットで処理されている。ワイプで装着者が入るカットは、役者とスーツで目の位置を合わせており、静止画ではなくムービーで撮影している。
2004年3月17日に発売された浅岡のアルバム『コトノハ』にはタイトル部分が別歌詞に変更された「Life goes on～uyax ver.～」、2020年11月4日に発売された浅岡のアルバム『浅岡雄也 Extra Rare BEST』にはオケのみが新たに替えられて録り直されたデスメタルバージョン「Life goes on～2020～」が収録されている。
エンディングテーマ「きみをつれていく」
作詞：326 / 作曲：筒美京平 / 編曲：井上ヨシマサ / 歌：安倍麻美（ユニバーサルミュージック）

## 制作
東宝がコナミとコラボレーションしたことにより、シリーズ化を視野として制作された。特技監督の川北紘一によれば、企画当初より最低3年間は続けるという方針であった。
本作品は第8話までの準備稿では「Gプロジェクト」という仮名で制作されていた。タイトルの仮名は『鉄神星戦（）アルマゲイナー』『聖戦士アストライザー』『炎風地流グランセイザー』。『人造人間キカイダー』や『宇宙鉄人キョーダイン』のようにインパクトのある名前として「星座」をもじった『グランセイザー』となった。ただし、スーパー戦隊シリーズのようにタイトル全体が肩書きではなく、ロボットの「超星神」、ヒーローの「グランセイザー」と分けている。「グラン」は、当初は大地を意味する「GROUND」を意味していたが、番組タイトルとなったため偉大さ・壮大さを意味する「GRAND」の意に改められた。
当初は敵の予定がなく、12人のヒーロー同士が12体のロボットを取り合って戦うような話であったが、後に並べるものとなったが、造形物が間に合わないという現実的な話から12人全部を最初に並べるのは無理だったため、序盤の9人まではキャラクターの掘り下げと時間稼ぎのために仲間割れで進め、チームを劇的に集めるものとなった。川北は、12人の誰もが主人公になれたので話は面白くなったが、人数が多すぎるという声もあったため次作では3人に絞ったと述べている。
本作品では、フォーマット化された番組作りを排除しており、特撮を始めから終わりまでふんだんに盛り込んだ回や、全く特撮がない回が長いシリーズの中にある方が、視聴者を惹き付けるものとなった。
また、通常のテレビのヒーローものでは、先に玩具のデザインが決まったものに従って現場で作られるが、本作品では川北の意見を元にデザインが現場から上がっていく形となっている。

### 特撮
特撮監督は平成ゴジラVSシリーズなどを担当した川北紘一が務めた。同年に川北が設立した映像制作会社ドリーム・プラネット・ジャパンの初担当作品ともなった。当時の東宝には直接特撮を手掛ける部門はなくなっていたため、スタッフはVSシリーズ人員が再結集したほか、ウルトラシリーズに参加していたスタッフなども多い。
本編はビデオ撮影によるものとなっているが、特撮は35mmフィルムを多用しており、違和感を出さないために最終的なカラーコレクションも35mmフィルムを基準色としている。
映画作品よりは規模が小さいものの、ゴジラシリーズを彷彿とさせる演出が用いられている。川北は、映画よりも融通がきいたと述べている。また平成ゴジラシリーズのメーサー兵器や『さよならジュピター』の宇宙船、『妖星ゴラス』の隕石や『ゴジラ FINAL WARS』の轟天号など過去の作品のミニチュアやセットも多数使用されている。また、建物もゴジラシリーズで使用されていたものを使用している。

## 放映リスト
| 放送日         | 話数   | サブタイトル         | 登場怪人・怪獣                                                                                                  | 脚本       | 監督         |
| 第一部         | 第一部 | 第一部               | 第一部 | 第一部     | 第一部       |
| -------------- | ------ | -------------------- | --- | ---------- | ------------ |
| 2003年 10月4日 | 1      | 目覚めよ!星の戦士    | | 大川俊道   | 村石宏實     |
| 10月11日       | 2      | 発動!ドルクルス      | 園田英樹 |            | 村石宏實     |
| 10月18日       | 3      | 結成!炎のトライブ    | 古怒田健志 | 鈴木健二   |              |
| 10月25日       | 4      | 死闘!大地の戦士      | 石井博士 | 鈴木健二   |              |
| 11月1日        | 5      | 燃えろ!警官魂        | 大川俊道 | 村石宏實   |              |
| 11月8日        | 6      | 激突!風と炎と大地    | 大川俊道 | 村石宏實   |              |
| 11月15日       | 7      | 走れ!命を救うため    | 園田英樹 | 鈴木健二   |              |
| 11月22日       | 8      | 降臨!天空の龍        | 古怒田健志 | 鈴木健二   |              |
| 11月29日       | 9      | 戦慄!カリンの正体    | - アケロン人 | 大川俊道   | 村石宏實     |
| 12月6日        | 10     | 侵略!アケロンの罠    | - アケロン人 | 大川俊道   | 村石宏實     |
| 12月13日       | 11     | 結集!9人のセイザー   | - アケロン人 →アケロン大星獣                                                                                    | 大川俊道   | 鈴木健二     |
| 12月20日       | 12     | 決戦!超星神対大星獣  | - アケロン大星獣                                                                                                | 古怒田健志 | 鈴木健二     |
| 第二部         |        |                      | |            |              |
| 12月27日       | 13     | 襲撃!インパクター    | - インパクター・ラディア - インパクター・ルシア                                                                 | 大川俊道   | 村石宏實     |
| 2004年 1月10日 | 14     | 覚醒せよ!水の戦士    | - インパクター・ラディア - インパクター・ルシア                                                                 | 大川俊道   | 村石宏實     |
| 1月17日        | 15     | 立て!水の超星神      | - インパクター・ラディア →巨大ラディア - インパクター・ルシア - インパクター・ロギア                            | 大川俊道   | 村石宏實     |
| 1月24日        | 16     | 非情!司令官ロギア    | - インパクター・ロギア - インパクター・ルシア                                                                   | 石井博士   | 村石宏實     |
| 1月31日        | 17     | 危機!人類抹殺計画    | - インパクター・ロギア - インパクター・ルシア                                                                   | 園田英樹   | 鈴木健二     |
| 2月7日         | 18     | 最強の敵!ガントラス  | - インパクター・ロギア - インパクター・ルシア - 超星神ガントラス                                                | 園田英樹   | 鈴木健二     |
| 2月14日        | 19     | 出撃!ガンシーサー    | - インパクター・ロギア - インパクター・ルシア - 超星神ガントラス                                                | 稲葉一広   | 三好邦夫     |
| 2月21日        | 20     | 激闘!バトルレディ    | - インパクター・ルシア                                                                                          | 稲葉一広   | 三好邦夫     |
| 2月28日        | 21     | 迫る!地球最後の日    | - インパクター・ロギア - インパクター・ルシア                                                                   | 古怒田健志 | 鹿島勤       |
| 3月6日         | 22     | 見よ!合体超星神      | - インパクター・ルシア →巨大ルシア                                                                              | 古怒田健志 | 鹿島勤       |
| 3月13日        | 23     | 復讐!ロギアの挑戦    | - インパクター・ロギア - インパクター上官（声 - 若林正） - ダイロギアン                                         | 石井博士   | 村石宏實     |
| 3月20日        | 24     | 脅威!ダイロギアン    | - インパクター・ロギア - インパクター上官（声 - 若林正） - ダイロギアン                                         | 石井博士   | 村石宏實     |
| 第三部         |        |                      | |            |              |
| 3月27日        | 25     | 暗躍!新たなる敵      | - シェオール星人ステュークス（声 - 富田晃介）                                                                   | 石井博士   | 村石宏實     |
| 4月3日         | 26     | 異次元の囚人         | - ビズル星人（声 - 松尾まつお）                                                                                 | 稲葉一広   | 鈴木健二     |
| 4月10日        | 27     | 怒れ、炎の必殺剣!    | - ビズル星人（声 - 松尾まつお）                                                                                 | 稲葉一広   | 鈴木健二     |
| 4月17日        | 28     | 美しき逃亡者         | - クローンアケロン人（声 - 松永博行）                                                                           | 古怒田健志 | 村石宏實     |
| 4月24日        | 29     | 出動!五式支援機士!   | - クローンアケロン人 →クローンアケロン大星獣                                                                    | 古怒田健志 | 村石宏實     |
| 5月1日         | 30     | ヴェルソー、暴走!    | - ストーン星人ジャド - ストーン星人ラモン                                                                       | 大川俊道   | 三好邦夫     |
| 5月8日         | 31     | お嬢様、危機一髪!    | - キラード星人（人間体（革ジャンパーの男）、声 - 佳本周也）                                                     | 稲葉一広   | 鈴木健二     |
| 5月15日        | 32     | 宇宙飛行士の悪夢     | - フェドラ | 大川俊道   | 鈴木健二     |
| 5月22日        | 33     | 復讐鬼、ロギア再び   | - インパクター・ロギア - ダイロギアン                                                                           | 稲葉一広   | 鹿島勤       |
| 5月29日        | 34     | 倒せ、ダイロギアン!  | - インパクター・ロギア - ダイロギアン                                                                           | 稲葉一広   | 鹿島勤       |
| 6月5日         | 35     | ダンシング・ドリーム | - ガダル星人（声 - 加藤雅也）                                                                                   | 稲葉一広   | 三好邦夫     |
| 6月12日        | 36     | さらば相棒!          | - 宇宙の警察官アジャンテ星人フリード（声 - マーク・大喜多） - クリミネル星人（声 - 羽賀聖）                     | 河田秀二   | 村石宏實     |
| 6月19日        | 37     | イルカの日           | - ゴルフィン星人（声 - 泉龍太）                                                                                 | 上代務     | 村石宏實     |
| 6月26日        | 38     | 超古代からの来訪者   | - オメガ | 野添梨麻   | 鈴木健二     |
| 7月3日         | 39     | プロジェクト・オメガ | - オメガ →巨大オメガ                                                                                            | 野添梨麻   | 鈴木健二     |
| 7月10日        | 40     | 逆襲!漆黒の戦士      | - インパクター・ロギア - ダイロギアン                                                                           | 稲葉一広   | 石井てるよし |
| 7月17日        | 41     | 対決!                | - インパクター・ロギア - ダイロギアン                                                                           | 稲葉一広   | 石井てるよし |
| 第四部         |        |                      | |            |              |
| 7月24日        | 42     | 甦る!古代生命        | - 絶滅者ボスキート - マリウス星人ルカ                                                                           | 園田英樹   | 村石宏實     |
| 7月31日        | 43     | 絶滅者ボスキート     | - 絶滅者ボスキート - マリウス星人ルカ                                                                           | 園田英樹   | 村石宏實     |
| 8月7日         | 44     | 解明!超古代戦争の謎  | - 絶滅者ボスキート                                                                                              | 野添梨麻   | 鈴木健二     |
| 8月14日        | 45     | ボスキート最終決戦   | - 絶滅者ボスキート →巨大ボスキート                                                                              | 野添梨麻   | 鈴木健二     |
| 8月21日        | 46     | 終末の始まり         | - ガルバ星人ブライトン - ガルバ星人アルゴウル - アケロン人ルビー                                                | 上代務     | 池田敏春     |
| 8月28日        | 47     | 滅亡の序曲           | - ガルバ星人ブライトン - ガルバ星人アルゴウル - 大怪獣トロイアス - アケロン人ルビー                             | 上代務     | 鹿島勤       |
| 9月4日         | 48     | 龍の記憶、天の意思   | - ガルバ星人ブライトン - ガルバ星人アルゴウル - 大怪獣トロイアス - アケロン人ルビー                             | 河田秀二   | 鹿島勤       |
| 9月11日        | 49     | 宇宙連合軍進撃開始!  | - ガルバ星人ゴーギャン - アケロン人ルビー                                                                       | 稲葉一広   | 村石宏實     |
| 9月18日        | 50     | 天馬、死す!          | - ガルバ星人ゴーギャン - 宇宙怪獣キャブレオン - アケロン人ルビー                                                | 稲葉一広   | 村石宏實     |
| 9月25日        | 51     | 復活の日             | - ガルバ星人ベルゼウス - 宇宙怪獣キャブレオン - アケロン人ルビー - 宇宙の意思ウオフ・マナフ（声 - Mr.ビレッジ） | 大川俊道   | 村石宏實     |

## オリジナルDVD
超星神グランセイザー公式超技ビデオ
てれびくん応募者全員サービスビデオで前半は弓道天馬と魚住愛がキャラクター、ロボットなどを紹介する総集編で、後半はセイザータリアスと水のトライブ三人がインパクターロギア、ルシアと戦う新撮シーンがある。収録時間は約15分で、演出は近藤孔明が担当。
超星神グランセイザー公式超メカビデオ 戦え！超星神 東京大決戦！
てれびくん応募者全員サービスの二本目でVHS、DVDの二つが発送されている。前半は弓道天馬と獅堂未加がキャラクター、ロボットなどを紹介する総集編で、後半はダイセイザーと本作品オリジナルのアケロン大星獣の亜種であるアケロン大超獣が戦う新撮シーンがある。収録時間は約15分で、演出は川北紘一が担当。上記の「超星神グランセイザー公式超技ビデオ」と共に超星神グランセイザーDVD第12巻に映像特典として収録されている。

スーパーバトルメモリー
2005年10月28日に制作された、新撮映像を交えた総集編DVD。VHSとUMDでも発売されている。「グランセイザーが初めて全員揃った日から2年後、何者かに呼び出されたグランセイザーと堀口が、集合場所に向かいながらかつての戦いを回想する」という内容で、新撮部分では12人全員と堀口が再び素顔での登場を果たしている（ただし、全員が同一フレームに収まることはなかった）。最後は新たな戦いに向けて再びグランセイザーの力が覚醒するところで終わっているが、その「新たな戦い」の詳細は不明。
同時に「幻星神ジャスティライザー・スーパーバトルメモリー」も制作、発売された。両DVD作品とも演出：吉田至次（『グランセイザー』テレビ本編や『劇場版 超星艦隊セイザーX 戦え!星の戦士たち』では助監督として表示されている）。

## 映像ソフト化
- 2004年2月27日から2005年1月21日にかけてDVDが発売[155]。全13巻で4話（1巻のみ3話）収録。2021年2月には廉価版で再発売され、ジャケットにはマスクの撮り下ろし写真が採用されている[72]。

## その他
- 毎週の次回予告の後には戦士や超星神のデータを紹介するコーナーがあった。次回作『ジャスティライザー』にもデータ紹介コーナーがあった。
- 1961年に公開された『モスラ』や2003年に公開された『ゴジラ×モスラ×メカゴジラ 東京SOS』に中條博士役で出演した小泉博が、同作品との連動から同名の役で特別出演した[出典 77]。劇中に登場する若き日の中條の写真も小泉本人のものである[157][16]。書斎のレイアウトは映画とは異なる[157]。
  - 脚本では「品田博士（教授）」という役名だった[14][16]。キャスティングは当初予定していた『愛の戦士レインボーマン』の主演であった水谷邦久が引退していたことから、同作に出演していた小泉に振ったものであり、学者という設定であったため『モスラ』の役名となった[6]。
- GSX WATCH JAPANとのタイアップにより、登場人物は同社の腕時計を着用している[14][158]。全員異なるモデルを用いており、キャラクターごとの選定理由も明記されている[14][158]。
- 『ウルトラマンマックス』第29話には本作品で堀口を演じた赤星と誠を演じた岡田が出演している[55]。
- 2009年4月から2010年5月まで、専門チャンネルのファミリー劇場にて再放送が行われた。